# College of Arms
El College of Arms o Herald's College (Col·legi d'Armes o Col·legi d'Heralds) és una empresa reial consistent en oficials d'armes professionals, amb jurisdicció sobre Anglaterra, Gal·les, Irlanda del Nord i alguns reialmes de la Commonwealth. Els heralds són nomenats pel sobirà britànic, i reben autoritat per actuar en nom seu en qüestions d'heràldica, la concessió de nous escuts d'armes, recerques genealògiques i la verificació de llinatges. Com a part de la Cort Reial del Regne Unit, el Col·legi s'autofinança, sense rebre finançament públic.
Fundat el 1484 mitjançant un decret reial pel rei Ricard III, el Col·legi és una de les poques autoritats heràldiques oficials que queden a Europa. Al Regne Unit, a més existeix la Cort de Lord Lyon a Escòcia. El Col·legi té la seu a la City de Londres des de la seva fundació, situant-se actualment a Queen Victoria Street des de 1555. El College of Arms també és consultat durant la planificació de certes cerimònies, com les coronacions, funerals d'estat, el Servei de la Lligacama anual i l'Obertura Estatal del Parlament. Heralds del Col·legi acompanyen el Sobirà durant aquestes ocasions.
El College està format per 13 oficials o heralds: Tres reis d'armes (kings of arms), sis heralds d'armes (heralds of arms) i quatre porsavants d'armes (pursuivants of arms). A més hi ha set oficials extraordinaris, que participen en les cerimònies però que no formen part del Col·legi. És presidit pel comte mariscal, un càrrec hereditari ostentat pel Duc de Norfolk, actualment Edward Fitzalan-Howard, 18è Duc de Norfolk.

## Història

### Fundació

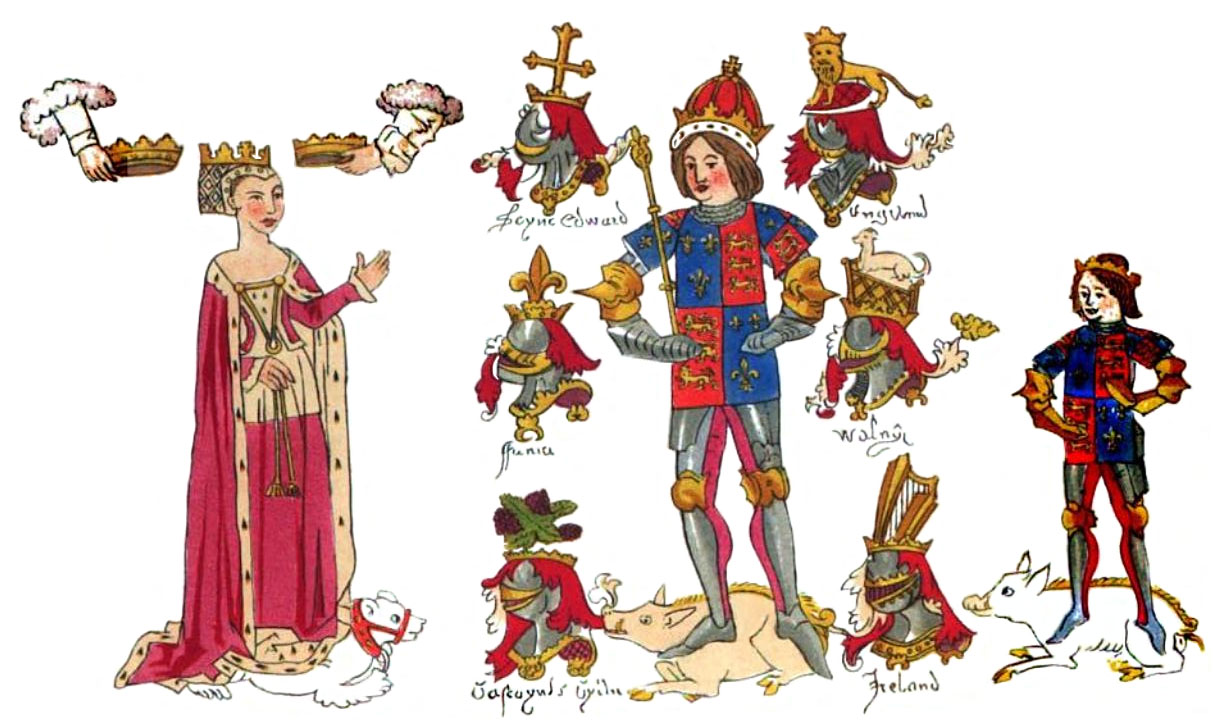
Dibuix del Rei Ricard III, fundador del College of Arms, la seva esposa la Reina Anna Neville i el seu fill el Príncep Edward, Príncep de Gal·les, amb les seves crestes heràldiques i escuts del Pergamí Rous. Un rotlle d'escuts pintat per entre 1483-1485 pel Comte de Warwick.

L'interès en l'heràldica del Rei Ricard III queda indicat per la seva possessió de dos importants Llistes d'Armes. Mentre que encara era Duc de Gloucester i Condestable d'Anglaterra del seu germà Eduard IV des de 1469, des de la segona posició supervisà els heralds i va fer plans per la reforma de la seva organització. Poc després del seu ascens al tron nomena a Sir John Howard com a Duc de Norfolk i comte mariscal d'Anglaterra, sent el primer Howard nomenat per a ambdós càrrecs.
Durant el primer any del seu regnat, els heralds reials van ser incorporats sota un decret reial de data 2 de març de 1484, sota el nom llatí de "Le Garter regis armorum Anglicorum, regis armorum partium Australium, regis armorum partium Borealium, regis armorum Wallæ et heraldorum, prosecutorum, sive pursevandorum armorum." (el rei d'armes de la lligacama d'Anglaterra, el rei d'armes de les parts meridionals, el rei d'armes de les parts septentrionals, el rei d'armes de les parts de Gal·les, i tots els altres heralds i porsavant d'Armes). La carta segueix afirmant que els heralds "de moment, seran perpètuament un cos corporatiu de fet i nom, i preservaran una successió sense que es trenqui". Aquesta carta, titulada "Literæ de incorporatione heraldorum" actualment es conserva al Museu Britànic.
Existeixen proves que abans d'aquesta carta, els heralds reials ja estaven formats com una corporació cap al 1420. Això no obstant, la carta és el document més antic on se cita un cos corporatiu d'heralds. La carta descriu la constitució dels oficials, la seva jerarquia, els privilegis que tenen i la seva jurisdicció sobre tots els afers relatius a l'heràldica al Regne d'Anglaterra.
El Rei donà al Col·legi el poder per tenir i emprar un únic segell d'autoritat, i també els instruí perquè trobessin una capella per celebrar la missa diària per a ell, per a la Reina i pel seu hereu, el Príncep Eduard. També es garantí al Col·legi una casa anomenada Coldharbour (antigament Poulteney's Inn), a Thames Street, a la parròquia d'Al-Hallows-the-Less, on guardar els records i donar allotjament als heralds. La casa, construïda per Sir John de Pulteney, quatre vegades Lord Batlle de Londres, es deia que era una de les més grans de la City de Londres.

### Denigració i magnificència

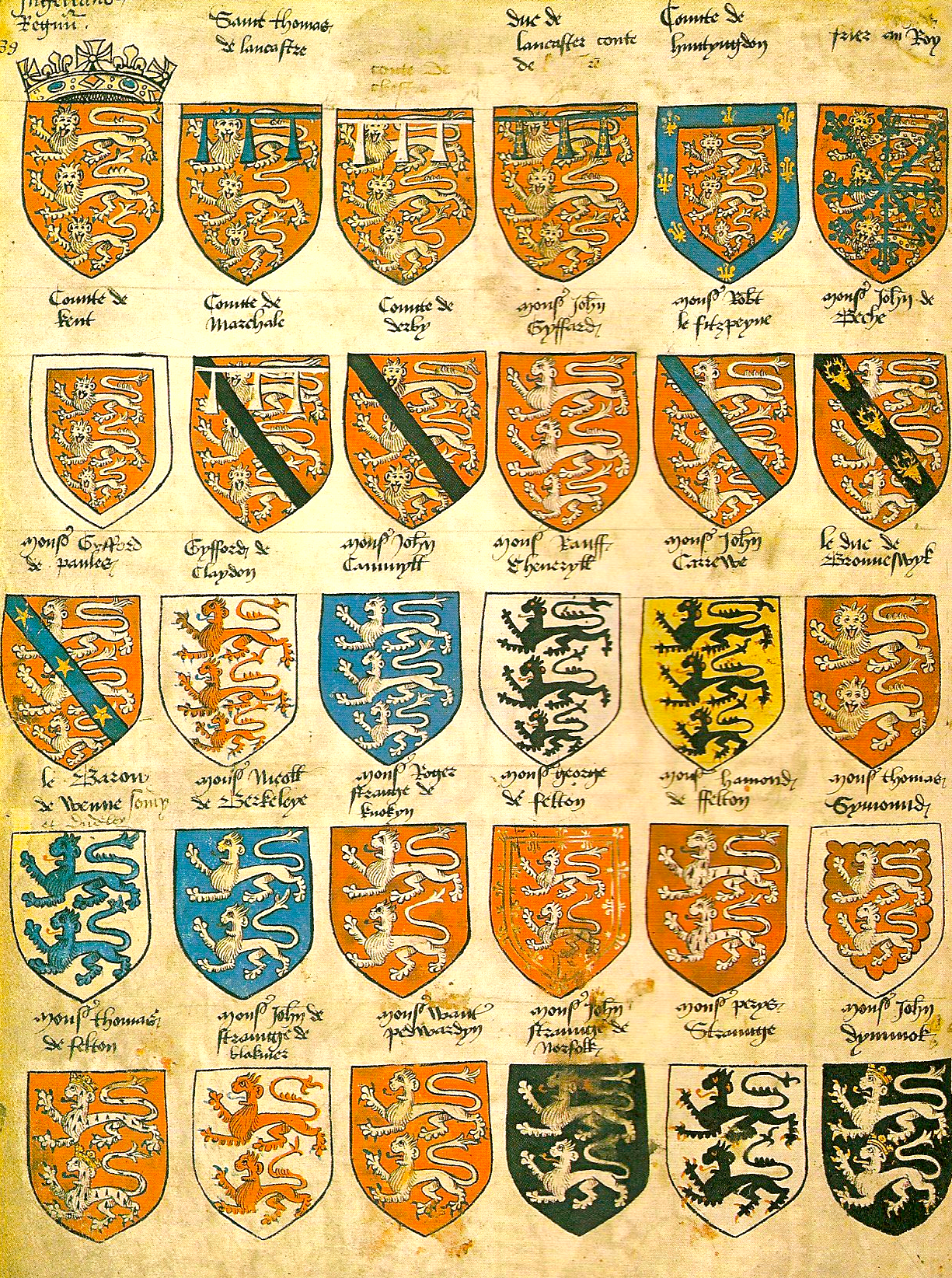
El Llibre del Príncep Artur, on apareixen diverses armes fetes per a Artur, Príncep de Gal·les vers el 1520, on s'aprecia la professió de lleons a l'heràldica anglesa.

La derrota i la mort de Ricard III a la batalla del Camp de Bosworth va ser un doble cop pels heralds: per un costat havien perdut el seu patró, el Rei; i per l'altre, el seu benefactor, el Comte Mariscal, que també va morir. El victoriós Enric Tudor va ser coronat rei Enric VII poc després de la batalla. El primer Parlament d'Enric el 1485 aprovà la Llei de represa (Act of Resumption), en la qual es van cancel·lar grans parcel·les de poder de la Corona que els seus dos predecessors havien lliurat als seus seguidors. Fins a quin punt aquesta llei afectà l'estatus del capítol del Col·legi és debatut; però de facto facilità la recuperació de Coldharbour a la corona. Llavors Enric lliurà la casa a la seva mare, Lady Margaret Beaufort, perpètuament. Això es degué a causa que se suposà que la casa havia mostrat fidelitat personalment a John Writhe, el Rei d'Armes de la Lligacama, i no als heralds com a corporació. Com a resultat, els heralds van quedar destituïts i molts dels seus registres i llibres van perdre's. Malgrat aquest maltractament per part del Rei, la posició dels heralds a la cort reial continuà i van ser reclamats pel Rei per assistir-lo.
Durant el regnat d'Enric VIII el Col·legi va estar: "com en cap moment des de la seva constitució, ni en major estimació, ni en major ús que durant aquest regnat." A Enric VIII li encantava la pompa i la magnificència, i això donà als heralds l'absoluta plenitud d'oportunitats per exercir el seu paper a la cort. A més, s'esperava que regularment els membres del Col·legi fossin enviats a les corts estrangeres en missions diverses, fos per declarar la guerra, per acompanyar exèrcits, convocar guarnicions o lliurar missatges a potentats estrangers i generals. Durant la magnífica trobada amb Francesc I de França al Camp de la Tela d'Or el 1520, Enric VIII portà amb ell 18 oficials d'armes, probablement tots els que tenia, per regular els diversos torneigs i cerimònies que se celebraren.

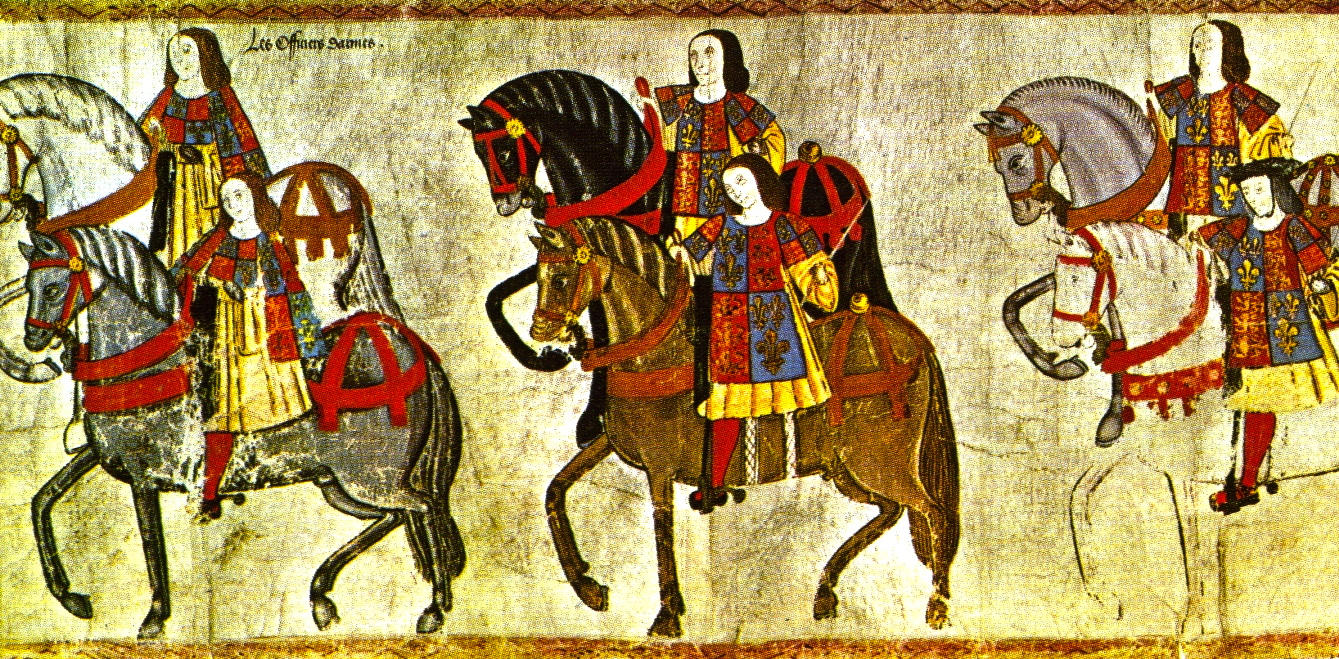
Oficials del Col·legi d'Armes desfilant en processó cap al Torneig de Westminster, celebrat durant el regnat d'Enric VIII al 1511. Els porsavants de l'esquerra s'identifiquen pels seus tabards, mentre que la figura central, amb barret negre, probablement és el Rei d'Armes de la Lligacama, Sir Thomas Wriothesley.

Malgrat tot, les peticions del Col·legi al Rei i al Duc de Suffolk el 1524 i el 1533 pel retorn de la seva casa capitular van ser denegades, i els heralds van haver de celebrar els capítols en qualsevol palau de la cort on es trobessin en aquell moment. Fins i tot van trobar-se en altres cases, en diversos gremis i fins i tot a un hospital. Però l'hàbit d'Enric VIII d'elevar les dames de la situació a reines, i en concedir-les augments heràldics, que s'estenia a les seves famílies respectives, va considerar-se perjudicial per a la ciència de l'heràldica. L'heraldista comentà el 1863 que "'les armes de la Reina Anna Bolena són les primeres on s'exemplifica l'ús, introduït per Enric VIII, de donar a les seves consorts un "augment" de les seves armes parentals. És un exemple notable de la degeneració de l'heràldica sota el segon sobirà Tudor"
Va ser també durant el seu regnat, el 1530, que Enric VIII conferí al Col·legi un dels deures més importants durant gairebé un segle, la visitació heràldica. Els Reis d'Armes provincials van ser autoritzats mitjançant un decret reial a entrar en totes les cases i esglésies i van rebre autoritat per desfigurar i destruir totes les armes il·legals usades per un cavaller, escuder o senyor. Cap a l'època de la dissolució dels monestirs aquest deure va ser més necessari, car els monestirs prèviament havien estat un dipòsit dels registres genealògics locals. Des de llavors, tots els registres genealògics i la tasca de continuar-los va ser missió del Col·legi. Aquestes visites eren un afer seriós, i diverses persones van ser acusades i van haver de fer front a serioses multes per violar la llei d'armes. Centenars d'aquestes visites van ser realitzades durant el segle xvii, sent la darrera d'elles el 1686.

### Reincorporació

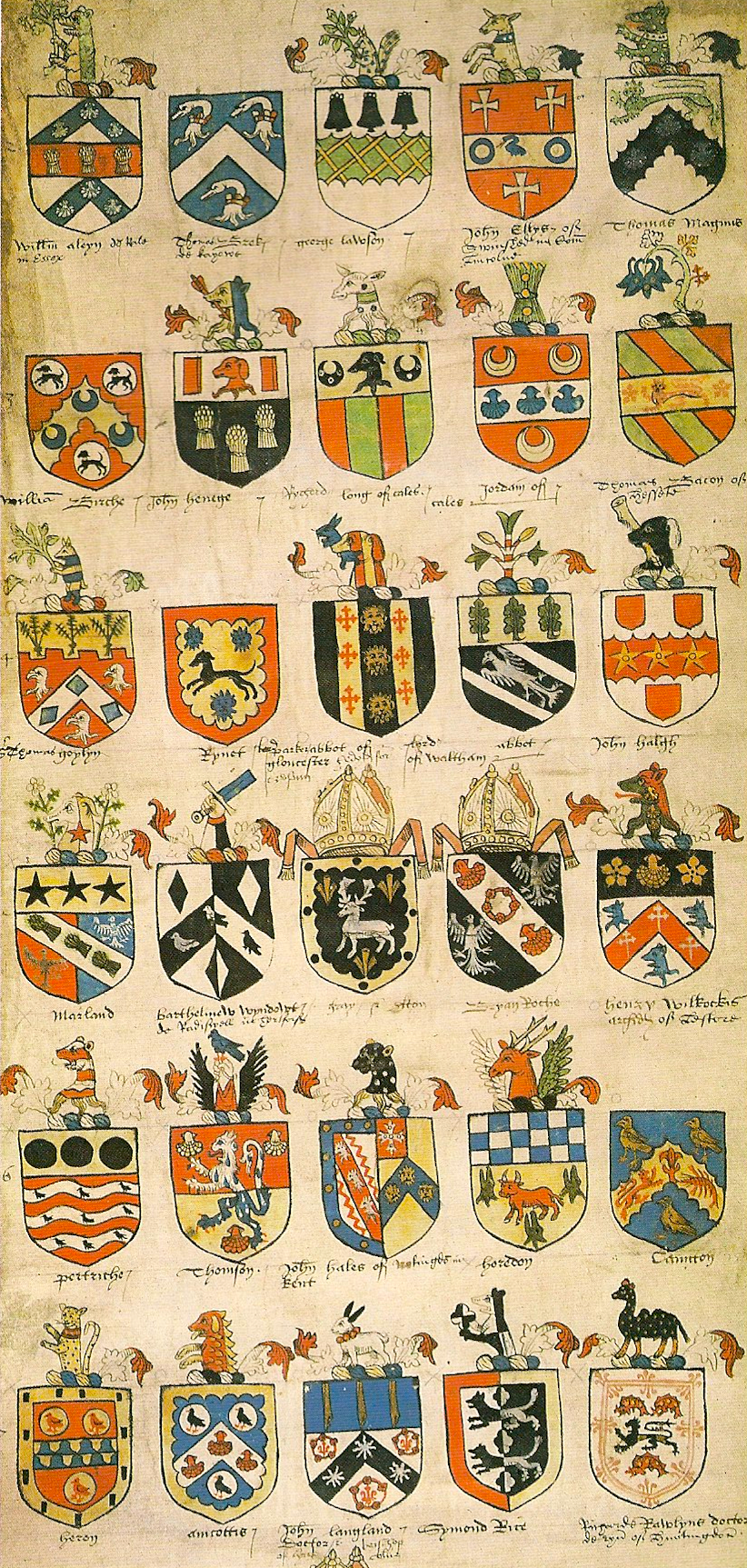
Rotlle de concessió d'armes durant el període Tudor, de Sir Thomas Wriothesley, c 1528

El Col·legi trobà un patronatge sota Maria I, tot i que va ser incòmode per ambdós costats, després que els heralds haguessin proclamat inicialment el dret al tron de la seva rival, Lady Jane Grey. Quan el rei Eduard VI va morir el 6 de juliol de 1553, Lady Jane Grey va ser proclamada reina quatre dies després, primer a Cheapside i després a Fleet Street per dos heralds, amb trompeters tocant al seu davant. Però quan el suport popular s'inclinà cap al costat de Mary, el Lord Batlle de Londres i els seus consellers, acompanyats pel Rei d'Armes de la Lligacama, dos heralds més i quatre trompeters, tornaren a Cheapside per proclamar l'ascensió de Maria al tron com a legítima. L'excusa del Col·legi va ser que s'havien vist obligats a fer-ho pel Duc de Northumberland (el sogre de Lady Jane, que posteriorment seria executat), una excusa de Maria acceptà.
La reina i el seu marit (i co-sobirà) Felip II de Castella van donar al Col·legi una nova casa anomenada, sota una nova carta, de data 18 de juliol de 1555 al Palau de Hampton Court. La casa va ser construïda per Thomas Stanley, 1r Comte de Derby, qui es casà amb Lady Margaret Beaufort el 1482 i va ser nomenat primer comte de Derby el 1485. La casa va ser construïda el 1503 i lliurada a la Corona pel tercer comte el 1552/53 a canvi d'algunes terres. En la carta constatava que la casa "havia de permetre [al Col·legi] reunir-se, consultar i prendre acords entre ells, pel bé de les seves facultats, i que els registres i llibres haurien d'estar dipositats el més segur i de la manera més convenient possible." El Capítol també reincorporà els 3 reis d'armes, els sis heralds i tots els altres heralds i perseverants i els seus successors, en una corporació amb successió perpètua. Es gravà un nou segell d'autoritat amb l'escut d'armes del Col·legi. El 16 de maig de 1565 s'emprà el nom de "la Casa de l'Ofici d'Armes", posteriorment, el maig de 1566, el de "la nostre Col·legiata d'Armes", i el gener de 1567, "la nostra Casa del Col·legi de l'ofici d'armes".
Derby Place estava situat a la parròquia de Sant Benet i Sant Pere, al sud de la catedral de Sant Pau, aproximadament al mateix lloc on actualment es troba. Hi ha registres d'heralds portant a terme modificacions de l'estructura de Derby Place durant els anys. Malgrat això han quedat poques descripcions del lloc, llevat que els edificis formaven 3 costats d'un quadrat, entrant per una porta amb un rascle al costat oest. Al costat sud, prop d'on ara està Queen Victoria Steet, hi havia una gran sala al final del costat oest. La declaració d'impostos de 1663 de Derby Place, descoberta el 2009 als Arxius Nacionals a Kew, mostrà que l'edifici tenia 32 cambres, que eren tant el lloc de treball com la llar dels 11 oficials d'armes.

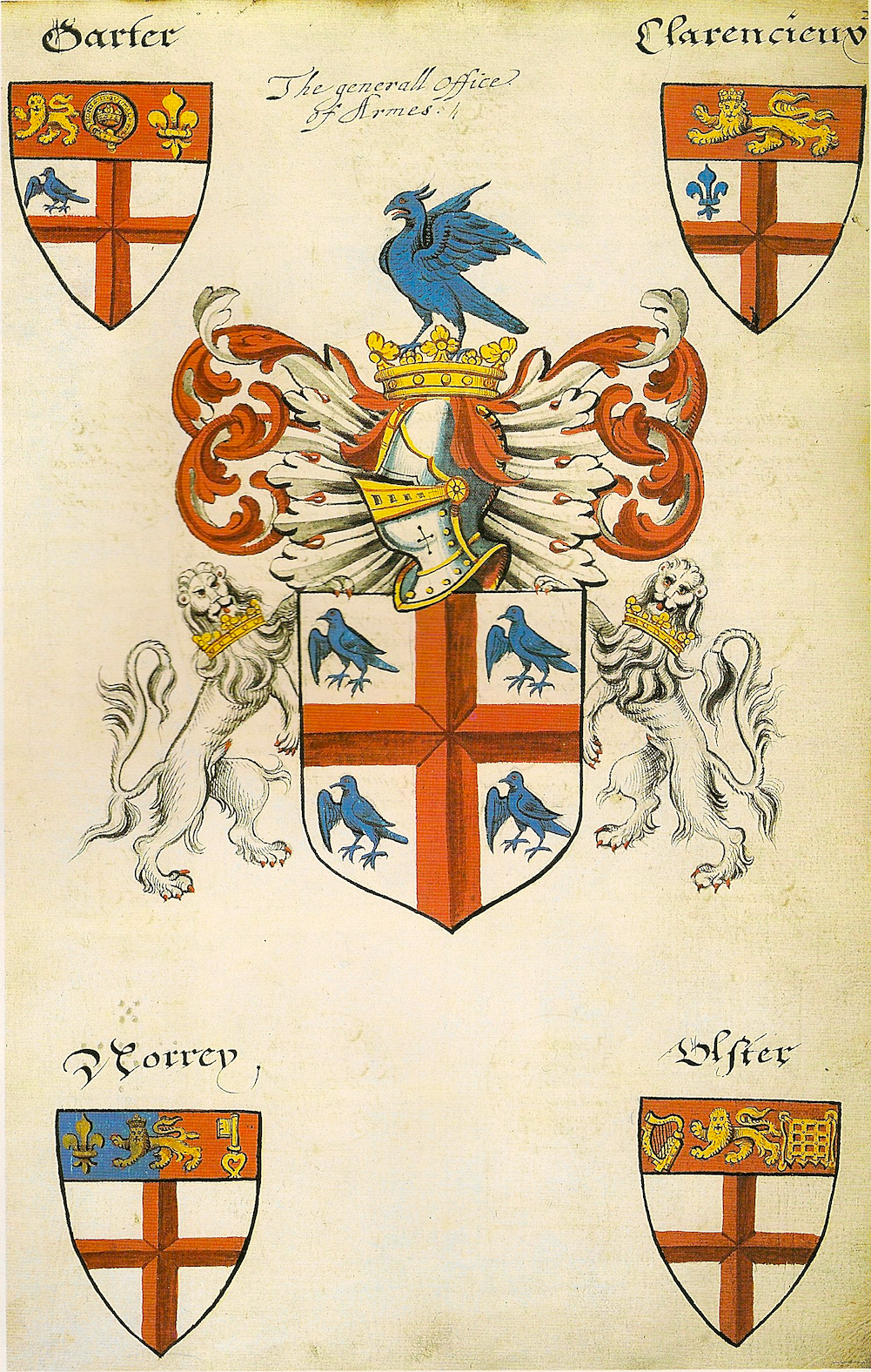
Fita heràldica del Col·legi i dels seus Reis d'Armes, del rotlle pintat per Thomas Lant cap al 1595. Descriu les armes de la Lligacama, Clarenceux, Norroy i Ulster. El càrrec addicional al primer quart dels dos primers escuts no apareixeria posteriorment.

El regnat de la germana de Maria, Elisabet I va confirmar els privilegis del Col·legi mitjançant una Llei del Parlament del 1566. Així com esbossava diversos estatuts i ordenances importants del Col·legi per Thomas Howard, Duc de Norfolk, el Comte Mariscal, amb data del 18 de juliol de 1568. El llarg regnat va fer que el Col·legi es veiés afectat per les diverses disputes entre Garter William Dethick, Clarenceux Robert Cooke i York Herald Ralph Brooke sobre els seus drets i emoluments. Disputes en les quals els altres oficials van prendre partit, sovint entre els heralds menors. L'historiador Mark Noble va escriure el 1805 que "aquestes lluites sovint comportava l'ús de qualsevol epítet que fos desgraciat per ells i els seus oponents" i que "les seves acusacions contra l'altre omplirien un llibre." Durant aquests anys la reputació del Col·legi es va veure enormement malmesa davant l'opinió pública.
El motiu d'aquestes disputes era la imperfecta execució de la reorganització del Col·legi al 158 i la incertesa sobre la concessió d'armes als nous i emergents nobles de l'època. Una investigació sobre l'estat del Col·legi realitzada el 1596, lliurada al Baró Burghley, va tenir com a conseqüència diverses mesures importants de reforma del Col·legi, realitzades durant el regnat de Jaume I. Eventualment, aquestes animositats entre els heralds al Col·legi finalitzaren només després de l'expulsió d'un i la mort d'un altre.

### Guerra Civil Anglesa
Quan el 1642 començà la Guerra Civil Anglesa, durant el regnat de Carles I, el Col·legi va patir diverses divisions: tres reis d'armes, tres heralds i un porsavant van mantenir-se al costat del Rei i dels Royalistes; mentre que la resta d'oficials començaren a servir amb els Parlamentaris. Malgrat això, tres heralds demanaren aquell mateix any al Parlament, per protegir els seus "Llibres de Registres, Entrades, Precedents, Armes, Llinatges i Dignitats." El 1643 els heralds s'uniren al rei a Oxford, i van estar amb ell a Naseby i el seguiren en totes les seves campanyes. Sir Edward Walker, el Rei d'Armes de la Lligacama va ser nomenat, amb permís del Parlament, per actuar com a secretari en cap del Rei a les negociacions de Newport. Després de l'execució de Carles I, Walker s'uní a Carles II al seu exili als Països Baixos.
Mentrestant, el 3 d'agost de 1646, el Comitè de Confiscacions va prendre possessió de les premisses del Col·legi, i les va mantenir sota la seva autoritat. Posteriorment, a l'octubre, el Parlament ordenà al comitè retirar directament aquells oficials que fossin lleials al rei, i que nominessin candidats per omplir els llocs vacants. Aquests oficials que es mantingueren fidels al rei van ser perseguits: primer se'ls privà dels seus càrrecs, després dels seus emoluments, després se'ls imposà una multa i alguns fins i tot van ser empresonats. Malgrat això, el Col·legi institucional va ser protegit pel Parlament, i els seus drets i tasques van mantenir-se sense canvis. Edward Bysshe, un membre del Parlament del districte de Bletchingley, va ser nomenat Oficial de la Lligacama, car "el Parlament que havia rebutjat el seu rei creà un Rei d'Armes". Durant aquest període els heralds continuaren la seva tasca i van ser presents el 26 de juny de 1657, en la segona cerimònia de nomenament d'Oliver Cromwell com a Lord Protector de la Commonwealth.

### Supervivència

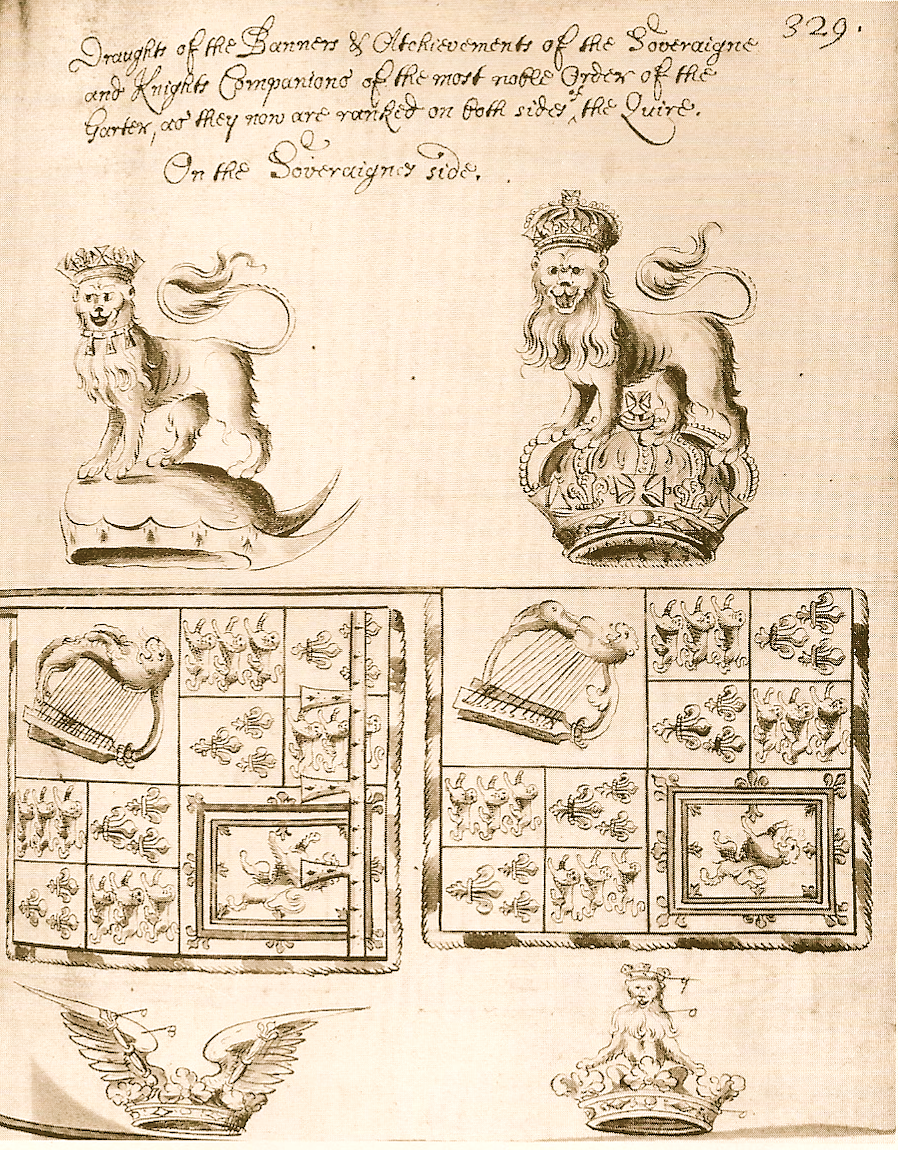
Estendards heràldics i crestes del Rei Carles II i del seu germà Jaume, Duc de York (posteriorment Jaume II), vistos per Elias Ashmole, Herald de Windsor. En la visita a Berkshire de 1664-65, els estendards i les crestes van ser trobades al cor de la capella de Sant Jordi del castell de Windsor.

El 8 de maig de 1660, els heralds sota el comandament del Parlament proclamaren Rei a Carles II al Westminster Hall Gate. Es diu que William Ryley, que havia estat inicialment nomenat Herald Lancaster per Carles I però que quan s'uní a Cromwell, no disposava ni d'un tabard amb l'escut reial, car el seu havia estat "robat durant les guerres". Va haver de posar-se un de decoratiu de la tomba de Jaume I a l'abadia de Westminster, que va ser retornat l'endemà. La Restauració de Carles II anul·là totes les Actes del Parlament, així com totes les accions del Lord Protector, sense penalitzar cap dels seus seguidors (llevat dels regicides). Així doncs, totes les concessions d'armes fetes pel Col·legi de la Commonwealth van ser declarades nul·les i buides. A més, tots els heralds nomenats durant l'interregne van perdre els seus càrrecs, mentre que aquells que havien estat nomenats per Carles I tornaren als seus oficis. L'excepció va ser Edward Bysshe, que va ser retirat com a Lligacama, però que el 1661 va ser nomenat Clarenceux.
El 1666, mentre que el gran incendi de Londres s'escampava per la ciutat, Derby Place, llar del Col·legi des de 1555, va quedar completament destruïda. Afortunadament la biblioteca del Col·legi va poder ser rescatada, guardant-se primer al Palau de Whitehall, i després sent traslladada al Palau de Westminster, on s'obrí temporalment una oficina en un apartament nomenat la "Cort de la Reina". També es va fer públic un anunci a la Gazette explicant la situació. A causa de l'escassetat de fons, la reconstrucció planejada del nou Col·legi va retardar-se fins al 1670. Va ser llavors quan Francis Sandford, el porsovant Dragó Vermell i Morris Emmett, el paleta del rei, van aconseguir conjuntament dissenyar i construir una nova estructura sobre l'antiga seu. Els costos de la reconstrucció van ser finançats a etapes, i l'estructura s'erigí lentament en parts. Els heralds hi contribuïren significativament de les seves butxaques, de la mateixa manera que buscaven subscripcions entre la noblesa, els noms dels quals van ser registrats en una sèrie d'esplèndids manuscrits coneguts com els "Llibres dels Benefactors".

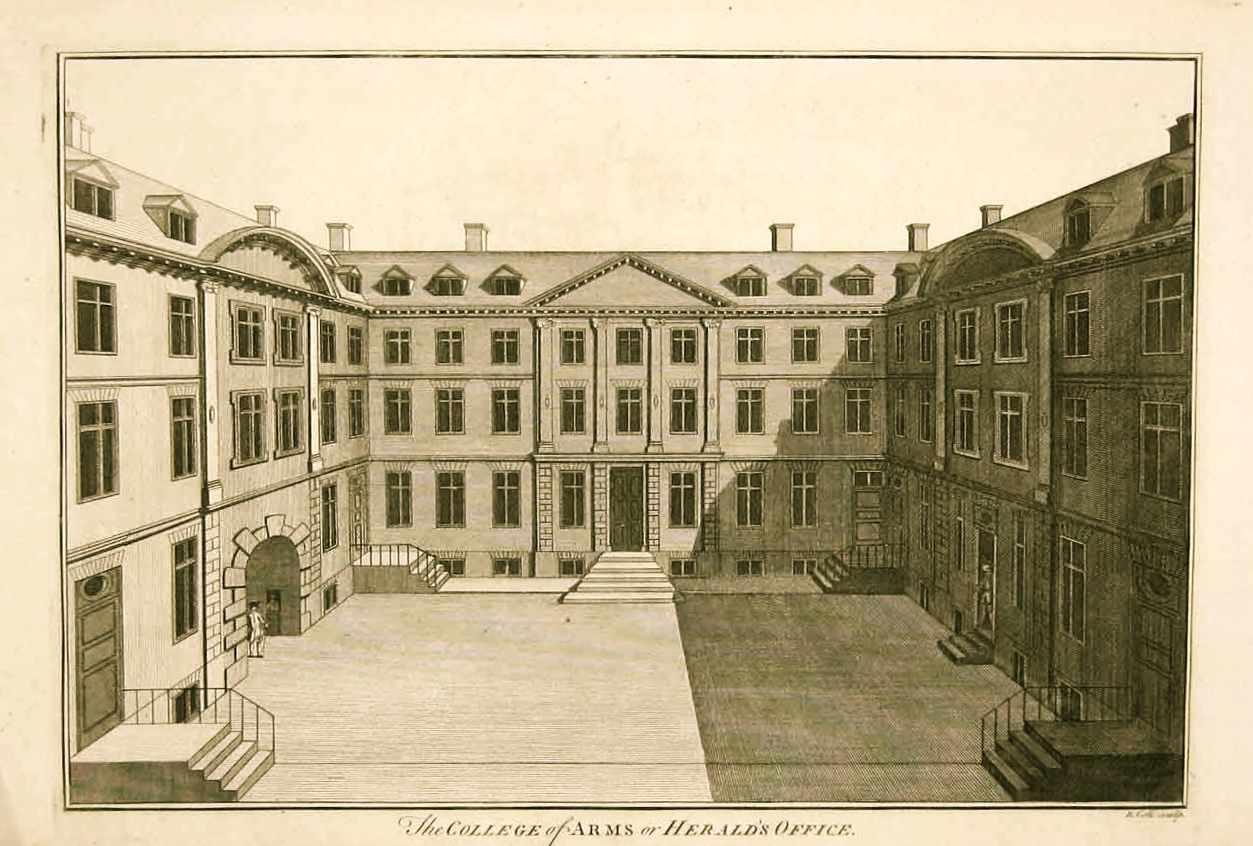
El Col·legi d'Armes, com es veia al, en un gravat de Benjamin Cole i publicat el 1756 al "The History and Survey of London From Its Evolution to the Present Time", de William Maitland.

El 1683 part de l'estructura del Col·legi va ser acabada, el nou edifici estava construït mitjançant maons en 3 pisos amb un subterrani i un àtic. El Col·legi consistia en diversos edificis quadrangulars. A més de la sala, la porteria i l'oficina pública, la resta de l'edifici era pels heralds com a habitatges. Als costats est i sud es construïren 3 cases afegides per arrendaments, amb la façana mantenint el disseny original. El 1699 la sala, que durant algun temps havia estat emprada com a biblioteca, va ser transformada en la Cort del Comte Mariscal o la Cort de Cavalleria, seguint així fins a l'actualitat. El 1776 es realitzaren diversos canvis estilístics a l'exterior de l'edifici i en diversos detalls, com la retirada dels frontons i les cornises. Això resultà en l'austera arquitectura neoclàssica, que encara segueix, estil molt popular en aquella època.
La magnífica coronació de Jaume II el 1685 va significar la revifada del Col·legi com a institució de l'estat i de la monarquia. Tot i que l'abrupte final del seu regnat va veure com tots els heralds se situaven al costat de Guillem d'Orange i Maria II a la Revolució Gloriosa. Durant el període entre 1704 i 1706 no es van concedir armes, però això s'atribuí als canvis d'actitud dels temps. L'Acta d'Unió de 1707 entre Anglaterra i Escòcia, durant el regnat d'Anna I no afectà la jurisdicció o els drets del Col·legi. El Col·legi d'Armes i la Cort de Lord Lyon coexistiren cadascuna al seu reialme respectiu. Però en qüestió de l'ordre de precedència, Lord Lyon quan es trobava a Anglaterra se situava immediatament després del Rei d'Armes de la Lligacama.

### Còmoda descomposició

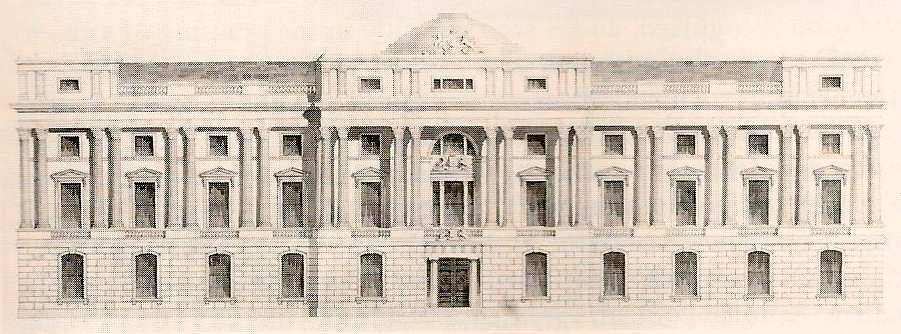
Disseny de Robert Abraham (1773–1850) per a una nova seu del College of Arms a Trafalgar Square, cor del Londres de la Regència a la dècada de 1820; pla no executat a causa d'una mancança de fons.

La successió hanoveriana al tron de la Gran Bretanya portà a regnar amb menys cerimònia des de la incorporació dels heralds. L'únic incident notable pel Col·legi durant el regnat de Jordi I va tenir lloc el 1727 quan un impostor anomenat Robert Harman pretengué ser un herald. El malfactor va ser jutjat pel Col·legi al comtat de Suffolk, i va ser sentenciat al costell a diversos mercats ciutadans, en dies de mercat públic, així com a ser empresonat i a pagar una multa. Aquesta dura sentència va ser executada, provant que els drets del Col·legi encara eren respectats. El 1737, durant el regnat de Jordi II el Col·legi demanà una nova carta, per tal de reafirmar els seus drets i remuneracions, però no van tenir èxit. A part d'aquests fets la influència del Col·legi disminuí molt.
El 1742 s'instal·là una cafeteria contra el mur del Col·legi; i aquesta estructura tenia risc d'incendi, el qual causà una gran angoixa entre els heralds. El 1775 el supervisor del col·legi es fixà en aquest problema, però va ser en va. El febrer del 1800 un Comitè Selecte de la Cambra dels Comuns del Regne Unit preguntà al Col·legi quin era l'estat dels seus registres públics, i els heralds tornaren a senyalar la proximitat de la cafeteria. Una inspecció personal feta per membres del comitè es mostrà d'acord amb les premisses del Col·legi, i informà la Cambra que el Col·legi havia de ser traslladat a un nou edifici, o que calia prendre mesures pel risc d'incendi. De nou no es va fer res. El 1812 l'aigua es filtrà pels murs del Col·legi, malmetent els seus registres. El Supervisor va voler anar a un cobert, recentment erigit per Mr. Alderman Smith, el propietari de la cafeteria, que declarà la seva disposició a fer el que pogués, però que en realitat va fer ben poc per rectificar la situació. Després d'anys de negociacions el Col·legi va poder comprar la Cafeteria de Mr. Smith per la suma de £1,500 el 1820.

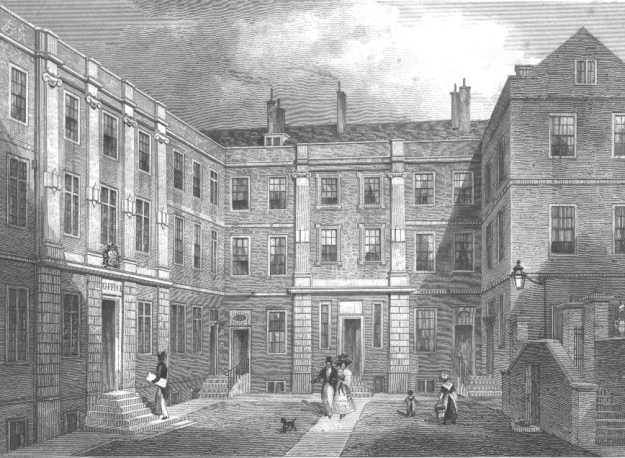
Herald's College, Bennet's Hill. Dibuix de Thomas H. Shepherd, gravat per W. Wallis. Jones & Co. Temple of the Muses, Finsbury Square, Londres, 17 d'abril de 1830.

Durant aquesta època s'imposaren grans tensions financeres al Col·legi, alleugerint-se quan l'extravagant Príncep Regent (el futur Jordi IV) concedí al Col·legi una dotació anual mitjançant una Cèdula Reial el 29 de febrer de 1820. Aquesta generosa donació per part de la corona, la primera des de 1555, es dirigí cap a la reparació i suport del Col·legi.
Malgrat l'èxit en l'adquisició de la Cafeteria i de la dotació reial, el Col·legi encara preveia la possibilitat de traslladar-se a un lloc millor. En aquells temps John Nash estava realitzant els plànols per a un nou Londres, i el 1822 el Col·legi, mitjançant l'adjunt al Comte mariscal demanà al govern una parcel·la als nous districtes per poder-hi construir una casa on tenir els seus registres. A petició del Col·legi els Lords del Tresor donaren els motius d'aquest trasllat: "que la situació actual del Col·legi està tan àmpliament separada de l'escena dels seus deures oficials i ocupacions dels seus memorialistes i de les residències de la classe de persones que més usualment consulten els seus registres."
Es demanà al mateix Nash que dissenyés un nou edifici prop de Trafalgar Square; però el seu pla es demostrà massa car i ambiciós pel Col·legi. Al mateix temps també es demanà a Robert Abraham que fes un segon pla per l'edifici. Quan Nash s'assabentà que tenia al darrere un altre arquitecte reaccionà amb vehemència, atacant els heralds.
Malgrat això, el Col·legi seguí amb els seus plans, tot i que constantment van ser assetjats entre els diferents oficials sobre la suma necessària per construir un nou edifici. El 1827, encara sense un pla coherent, el Duc de Norfolk ordenà al Col·legi que oblidessin la qüestió definitivament. El 1842 els heralds es reconciliaren amb la seva ubicació, i de nou s'encarregà a Abraham que construís una nova Cambra de Registres de planta octogonal, situada sobre l'antiga cafeteria.
El 1861 es proposà construir una carretera de Blackfriars a la Mansion House, que hauria resultat en la demolició del Col·legi. Les protestes dels heralds van aconseguir que només es tallessin les ales sud-est i sud-oest, requerint una gran remodelació. Això comportà que ara el Col·legi era un edifici de 3 costats amb el seu pati obert i encarat cap a la nova Queen Victoria Street, que va ser inaugurada el 1866. La terrassa i el porxo d'entrada s'afegiren en aquesta època.

### Reforma

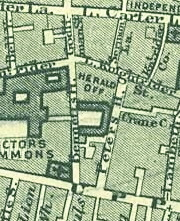
Mapa de 1862 mostrant la situació del Col·legi (etiquetat com a "Herald Off."). Carter Lane and Upper Thames Street es poden veure en paral·lel al nord i sud del Col·legi, respectivament. St Benet Paul's Wharf, l'església oficial del Col·legi des de 1555, es pot veure al sud-oest.

El 18 d'octubre de 1869 s'ordenà que s'establís una comissió d'investigació sobre l'estat del Col·legi. L'ordre dirigida al Duc de Norfolk deia: "és desitjable que el College of Arms hagi de ser visitat, i una comissió instituïda a fi de determinar les regles i ordenances pel bon funcionament del dit Col·legi... són degudament obeïdes i acomplides... i sigui pel canvi de circumstàncies o per qualsevol altre causa, qualsevol nova llei, ordenança o regulació sigui feta... pel dit Col·legi." La comissió tenia 3 membres: Lord Edward Fitzalan-Howard (el segon del Comte Mariscal), Sir William Alexander (del Consell de la Reina) i Edward Bellasis. Sir Bernard Burke (del famós Burke's Peerage), en aquells moments Rei d'Armes de l'Ulster, donà a la comissió el consell que el Col·legi hauria "de ser com un departament del Govern, que els seus oficials rebessin salaris del Govern, i que totes les seves taxes fossin abonades al Tresor públic. Aquest arranjament, estic segur, serà autosuficient i augmentarà el caràcter de l'Oficina i l'estatus dels Heralds." El suggeriment de Burke per la reforma era la mateixa que ja s'havia aplicat per la Cort de Lord Lyon a Escòcia el 1867, i va ser aplicada al Col·legi el 1871. Però a diferència de la Cort Lyon, que era un tribunal de justícia i part de la judicatura escocesa, el College of Arms sempre ha estat una corporació independent supervisada pel Comte Mariscal. Mentre que el Lord Lyon depenia del Govern per a les seves reformes i estatuts, el Col·legi sempre havia pogut realitzar els canvis per si mateix. La comissió també es fixà en els honoraris, les anul·lacions i la biblioteca del Col·legi, així com en la modernització general del capítol en conjunt. Quan la comissió presentà el seu informe el 1870, recomanà diversos canvis, i aquests van fer-se mitjançant una ordre del 27 d'abril de 1871. La recomanació de Burke, però, no s'aplicà.

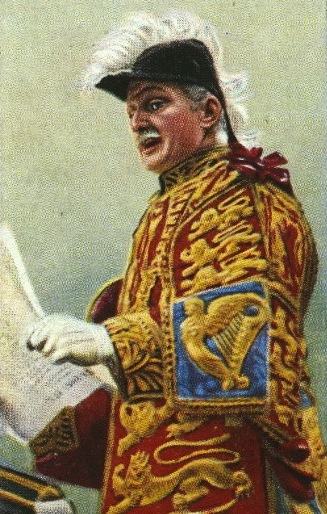
Sir Algar Howard, KCB, KCVO, MC, TD, va ser nomenat Rei d'Armes Norroy el 1931. El 1941 va esdevenir el primer Rei d'Armes Norroy i Ulster, quan ambdós títols es fusionaren. Serví en aquest càrrec fins al 1944, sent promogut a Rei d'Armes de la Lligacama, retirant-se el 1950.

Malgrat les troballes de la investigació, les qüestions relacionades amb l'estatus i la posició del Col·legi continuaren. A inicis del segle xx aquestes qüestions tornaren de nou a l'avantguarda. El 1903 es realitzà una investigació a instàncies d'Arthur Balfour, que aviat esdevindria el Primer Ministre. El comitè d'investigació comptava amb 8 membres, amb Sir Algernon West actuant com a president. Se'ls encarregà investigar "la constitució, deures i administració del Col·legi dels Heralds". Les qüestions principals giraven al voltant de l'anòmala posició del Col·legi, car teòricament eren oficials de la Cort Reial, però de fet els seus ingressos provenien de les quotes pagades pels particulars pels seus serveis. Alguns dels membres del comitè (una minoria) volien (com havia volgut Burke 34 anys abans) convertir els oficials del Col·legi d'Armes en "funcionaris civils de l'Estat". Malgrat concloure que era necessària alguna forma de canvi, la investigació afirmà categòricament que qualsevol canvi "és en el temps present i en les circumstàncies actuals impracticable." El 1905 la generosa dotació que rebien de la Corona (instituïda per Jordi IV) va ser aturada pel govern liberal d'aquella època, com a part de la seva campanya contra la Cambra dels Lords i el sistema de classes.
El 1928 es realitzà una nova investigació sota la presidència de Lord Birkenhead. La investigació es va aturar aviat després que un memoràndum secret, escrit el 1927, circulés pel Home Office, criticant la constitució i el treball dels heralds. El memoràndum afirma que "han, com s'ha vist en aquest memoràndum, intentat interferir en molts casos amb l'exercici del Secretari d'Estat de la seva responsabilitat constitucional advertint la Corona", i que el Col·legi "havia adoptat pràctiques en connexió amb assumptes fora de la seva jurisdicció que semblen molt impropis en si mateixos, i calculats per portar en menyspreu la Prerrogativa Reial". Aquestes acusacions concernien les accions de certs heralds, que advocaven amb massa zel els casos dels seus clients, fins i tot contra l'oposició dels ministres de l'època. Sir Anthony Wagner escriu que "Els oficials d'aquests departaments, sense dubte, en la forma d'excés de confiança en la seva generació, estimen el Col·legi com una institució anacrònica i anòmala que ha de ser reformada o abolida." El memoràndum acabava dient que "el College of Arms és un petit i molt organitzat article de luxe, que per a la seva subsistència depèn de subministrar la demanda d'un article de luxe entre el ben fer: i com molts altres oficis crea la demanda abans de poder-la subministrar."
Quan el comitè va lliurar el seu informe el juny de 1928 suggeria que es realitzessin diverses reformes per fer front als principals problemes en què el Col·legi entrava en conflicte amb el Home Office. En primer lloc arribava a la conclusió que el sistema de taxes era adequat i que no calia fer cap canvi en aquest sentit. Ho justificaven dient que "posant a tots o a alguns funcionaris amb un salari fix sobrepassaria qualsevol avantatge que es pogués esperar del resultat dels canvis." En segon lloc afirmaven que a partir d'aquell moment el Col·legi havia de quedar completament subordinat al Home Office, i que s'hauria d'establir un comitè interdepartamental per resoldre els conflictes futurs.

### Actualment

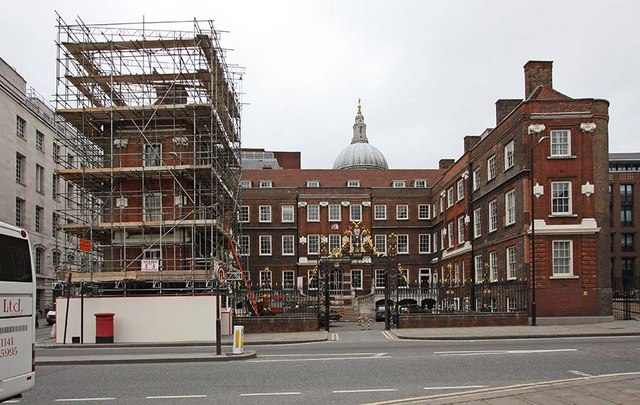
El College of Arms el març del 2009, amb una bastida a l'ala oest de l'edifici després d'un incendi que esclatà el 5 de febrer del 2009.

El 1934, en el 450è aniversari de la incorporació del Col·legi es realitzà una exhibició dels principals tresors dels heralds i altres objectes interessants. L'exposició va ser inaugurada pel Comte Mariscal, oberta entre el 28 de juny i el 26 de juliol, durant la qual rebé més de 10.000 visitants, incloent-hi el Rei Jordi VI i la Reina Elisabet.
El 1939, amb l'esclat de la Segona Guerra Mundial, els registres del Col·legi es traslladaren al castell Thornbury a Gloucestershire, la llar del Major Algar Howard (el Rei d'Armes Norroy). Mentrestant, el 10 i l'11 de maig de 1941 l'edifici del Col·legi va quedar gairebé destruït per un incendi que ja havia arrasat amb gairebé tots els edificis a l'est del Col·legi a Queen Victoria Street. L'edifici gairebé es va donar per perdut, quan un canvi en el vent va salvar-lo. Al final de la guerra, tots els registres van tornar de manera segura al Col·legi.
El 1943 el Col·legi va rebre noves responsabilitats, quan el càrrec de Rei d'Armes de l'Ulster va ser annexionat i combinat amb el de Rei d'Armes de Norroy, creant un nou càrrec anomenat "Rei d'Armes Norroy i Ulster"; i Sir Algar Howard va ser el primer a ocupar-lo.

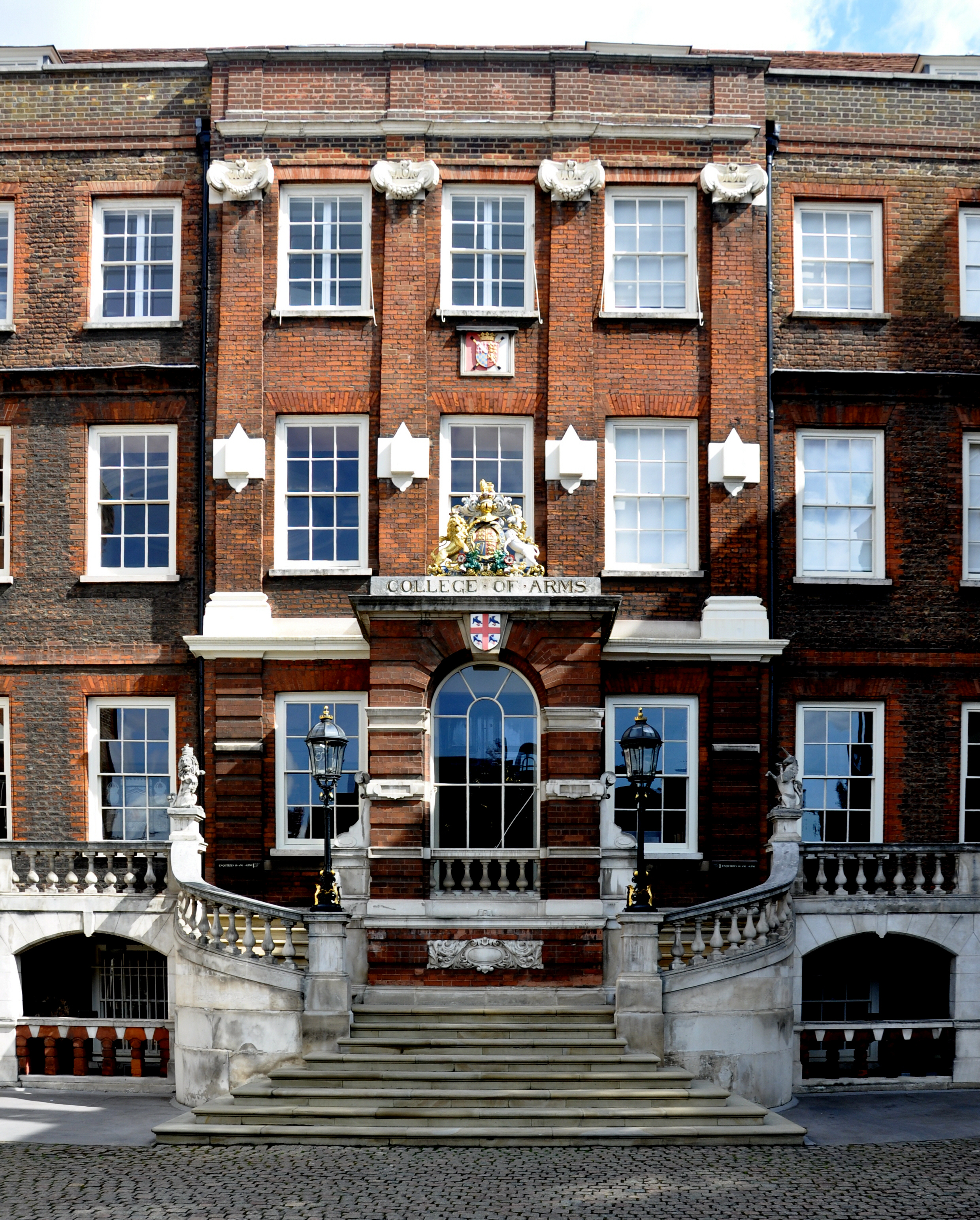
Façana frontal de la seu del College of Arms el 2011.

Tot i que l'edifici del Col·legi se salvà de la guerra, els seus murs i sostres es trobaven en un estat perillós. El 1954 s'imposà als heralds que prenguessin una decisió, ja fos abandonar l'antic edifici (la qual cosa hagués estat molt beneficiosa financerament) o reparar-lo a una escala molt més enllà dels recursos del Col·legi. Eventualment, amb l'ajut del Ministeri d'Obres i d'una subscripció pública, l'edifici va ser restaurat a temps pel quart centenari del Col·legi en possessió de Derby Place. Les portes actuals de l'edifici s'instal·laren el 1956, i venien originàriament de Goodrich Court a Herefordshire. Les noves portes mostren l'escut i la cimera del Col·legi.
L'any del cinquè centenari de la incorporació del College of Arms, se celebrà un servei d'acció de gràcies especial a St. Benet Paul's Wharf, l'església oficial del Col·legi des del 1555, el 2 de març de 1984. Els Reis d'Armes, Heralds i Porsovants, ordinaris i extraordinaris, amb l'uniforme complet marxaren en processó des de la seu del Col·legi conjuntament amb la Reina Elisabet II, el Duc de Norfolk, el Comte Mariscal, i el Comte d'Arundel, el segon del Comte Mariscal.
El 5 de febrer del 2009 esclatà un incendi al tercer i el quart pis de l'ala oest de la seu del Col·legi. Vuit vehicles de la Brigada de bombers de Londres van poder posar sota control les flames, 35 persones van ser evacuades de l'edifici i 100 més dels edificis adjacents. Afortunadament no es van malmetre registres ni llibres de l'arxiu. Les reparacions de les sales danyades pel fum i els maons exteriors va ser completada el desembre del 2009.

## Papers

### Cerimonial

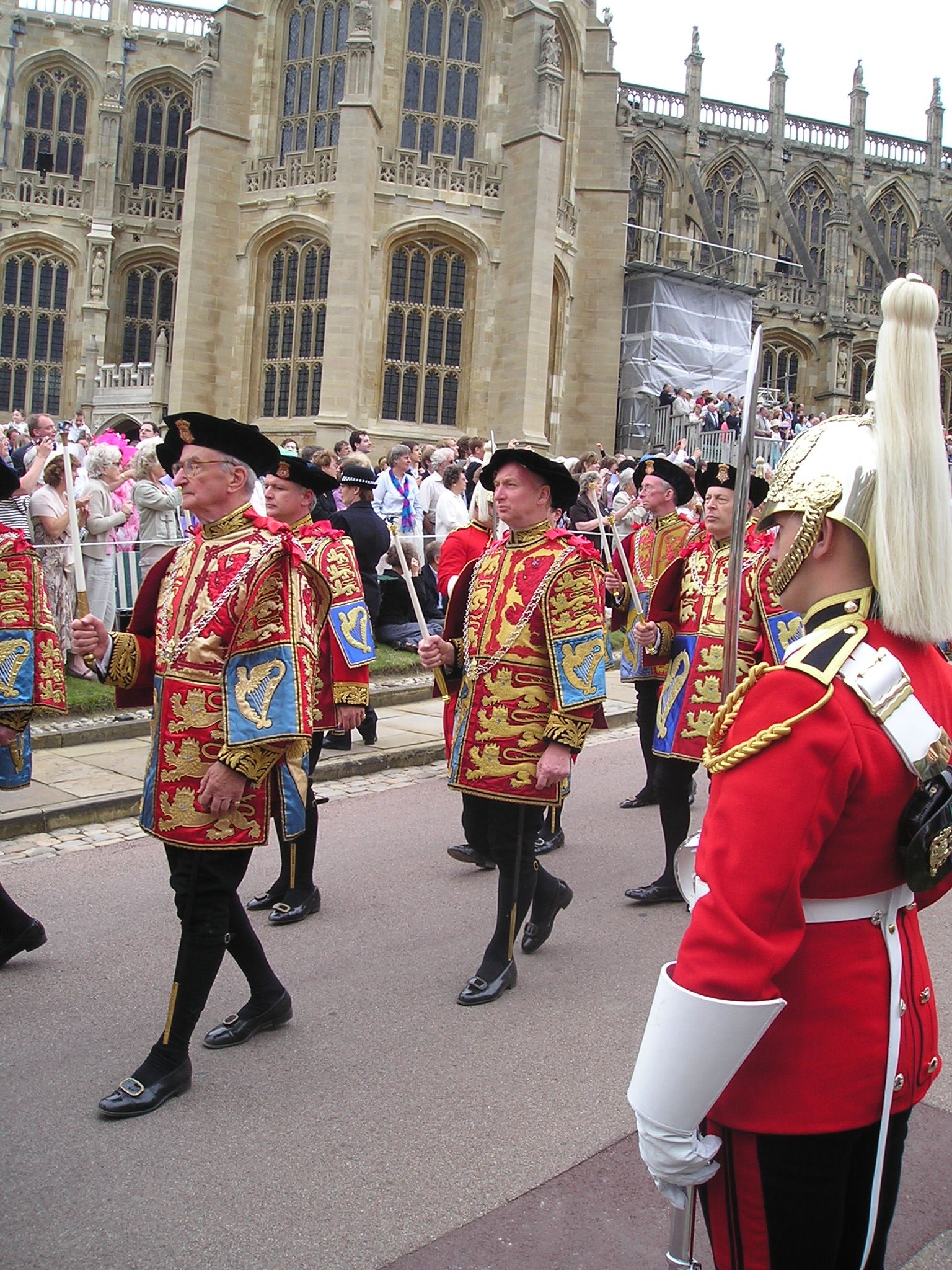
Heralds en processó fins a la capella de Sant Jordi del castell de Windsor pel servei anual de l'Orde de la Lligacama, 19 de juny de 2006.

El College of Arms forma part de la Cort del Sobirà del Regne Unit i, per tant, serveixen el monarca acompanyant-lo en diverses cerimònies d'estat. Aquestes ocasions se centren sobre la institució de la monarquia com a símbol de l'Estat, i l'expressió de majestat i poder mitjançant la pompa pública i la cerimònia. Els heralds llueixen els seus uniformes complerts només en dues ocasions a l'any; a la tardor durant l'Obertura Estatal del Parlament i a inicis d'estiu al Servei de la Lligacama al Castell de Windsor. L'organització i la planificació de totes les cerimònies d'estat recau sota la prerrogativa del Comte Mariscal, el cap del Col·legi. Com a resultat els heralds tenen un paper en totes les cerimònies reials significatives.
L'obertura estatal del Parlament té lloc anualment cap a la tardor al Parlament. Els heralds, tant els oficials ordinaris com els extraordinaris, formen la part inicial de la processó reial, precedint al sobirà i a la resta dels grans oficials de l'estat. La processó comença als peus de la Torre Victòria, dirigint-se pel Porxo Normand fins a la Cambra Robing. Un cop el Sobirà s'ha posat la Corona Imperial de l'Estat, els heralds el condueixen per la Galeria Reial fins a la Cambra dels Lords, on estan amb ell durant el seu discurs, i l'acompanyen fins que abandona el Palau.
El Servei de la Lligacama o Dia de la Lligacama (Garter Service o Garter Day) se celebra cada juny el dilluns de la setmana de Royal Ascot. El servei anual té lloc a la capella de Sant Jordi del castell de Windsor. En aquest dia els nous Companys de l'Orde de la Lligacama són investits personalment amb les seves insígnies a la Sala del Tron del Castell de Windsor pel Sobirà. Després, tots els membres mengen junts, vestint les seves robes de vellut blau i el barret de vellut negre amb la ploma d'estruç blanca a la Cambra de Waterloo. Després, els membres fan el camí a peu des de l'Upper Ward del castell fins a la Capella de Sant Jordi. Durant la seva processó són precedits pels membres del College of Arms amb les seves sobrevestes, els cavallers militars de Windsor i els contingents dels escortes del sobirà. Després del servei, els membres tornen a l'Upper Ward en carruatge.
Aquesta cerimònia és especialment significativa pel Rei d'Armes de la Lligacama, l'oficial superior del Col·legi, que és un oficial de l'Orde.

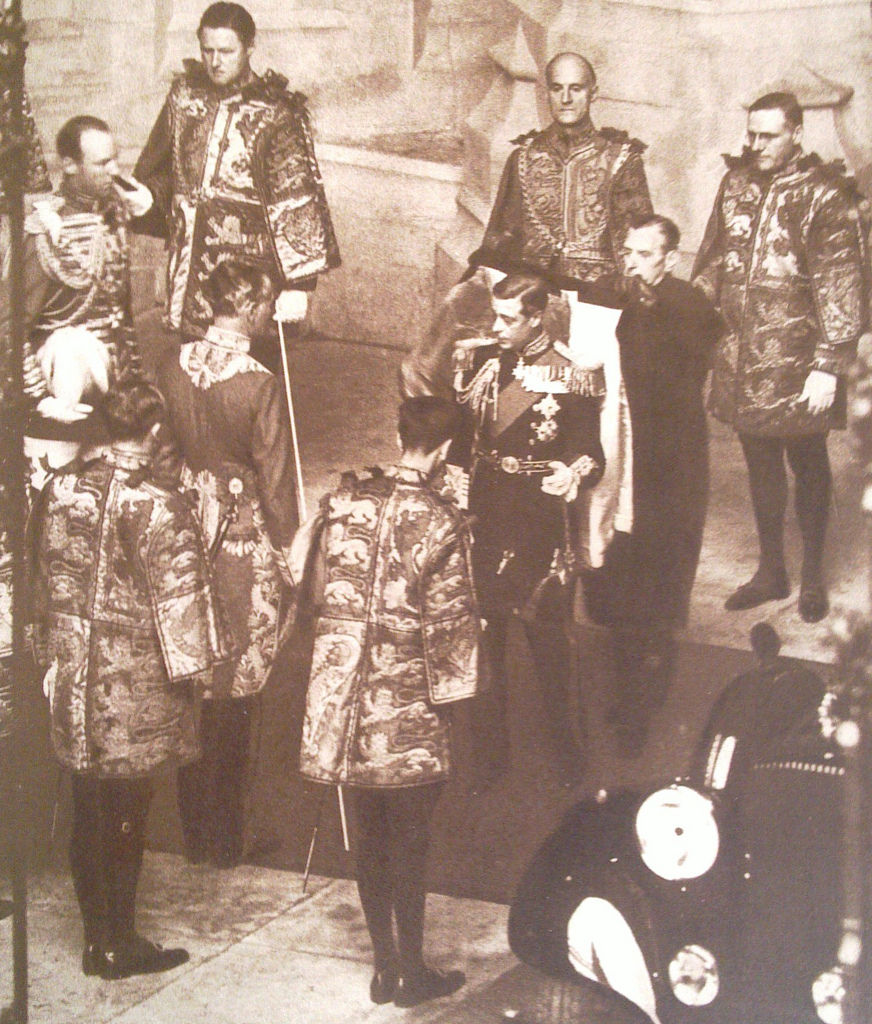
El Rei Eduard VIII envoltat d'heralds del College of Arms abans de la seva única Obertura Estatal del Parlament, el 3 de novembre de 1936.

La participació en aquestes dues cerimònies anuals es considera la menor part del temps de les obligacions dels heralds.
En altres èpoques, però, participaven en diverses de les cerimònies més importants relatives a la vida del monarca britànic. Després de la mort del sobirà el Consell d'Adhesió (format pels Consellers Privats i altres alts funcionaris com el Lord Batlle de Londres) es troben al Palau de Saint James per fer la proclama formal de l'ascensió del nou sobirà. El mètode tradicional per fer pública la proclamació del consell reconeixent el nou monarca és que es llegeixi físicament al carrer. Aquesta tasca és encarregada a diversos membres del Col·legi per mitjà del Comte Mariscal, qui rep el text de la proclama del consell en persona. La proclama ha de llegir-se en diversos llocs de Londres. Tradicionalment, el primer lloc és des del balcó del Friary Court al Palau de Saint James.
Un altre lloc des d'on es llegeix és el Temple Bar. Hi ha un destacament d'heralds, acompanyats de tropes del Royal Horse Guards, que demana permís per accedir al recinte de la City de Londres al mariscal de la City i al City remembrancer. La barrera, consistent en una cinta de seda (en comptes de l'antiga barrera) llavors és retirada i el destacament avança per trobar-se amb el Lord Batlle i els xèrif de la City, on es llegeix la proclama. Altres lectures fetes pels membres del Col·legi també tenen lloc a la cantonada de Chancery Lane, a Fleet Street i a la Royal Exchange.
Durant la cerimònia de coronació, els membres del Col·legi formen part de la processó Reial quan entra a l'Abadia de Westminster. Els membres del Col·legi marxen en la processó en virtut que són "Reis, Heralds i Porsavants de les Armes d'Anglaterra." Ho fan al costat dels seus col·legues escocesos: el Lord Lyon els Heralds i els Perservants d'Armes de la Cort Lyon. El Rei d'Armes de la Lligacama normalment se situa a continuació del Lord Gran Camarlenc a la processó, té el deure de guiar, però no participar en la cerimònia. Els deures de la Lligacama durant la cerimònia de coronació són com els d'un mestre de cerimònies.
És només durant aquesta cerimònia en què els Reis d'Armes poden lluir les seves corones distintives, sent els únics, llevats del Rei i la Reina, que poden fer-ho.

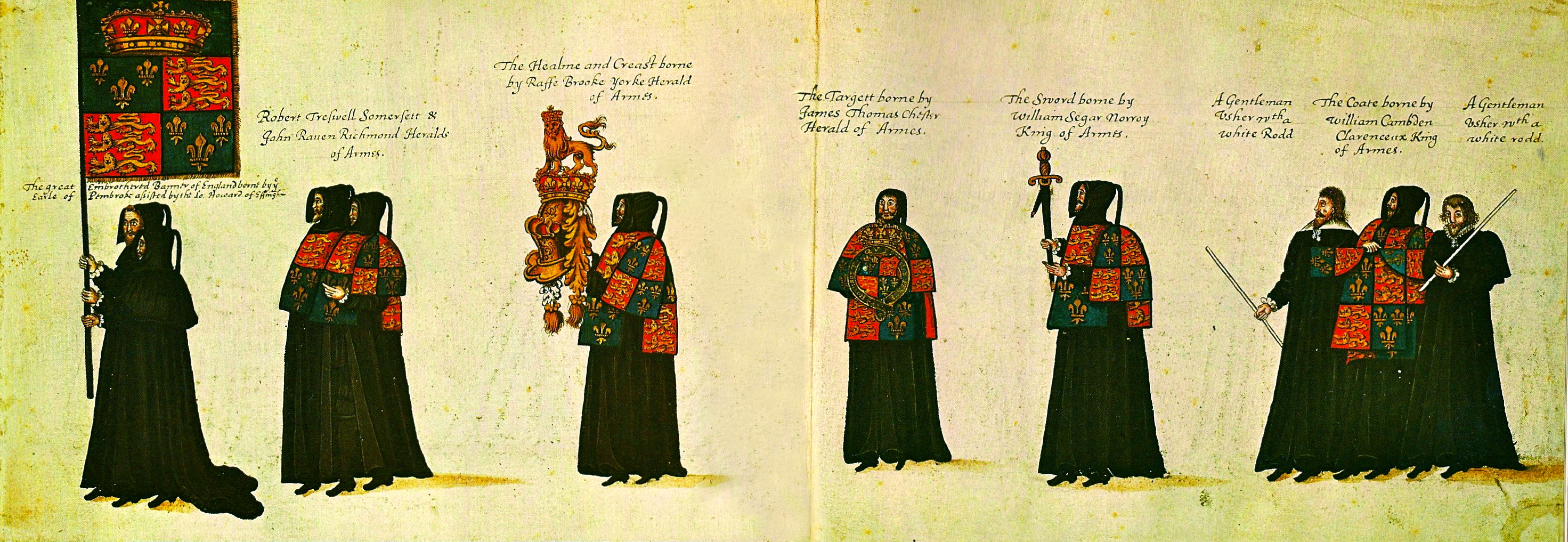
La processó heràldica del funeral de la Reina Elisabet I el 1603, mostrant alguns dels heralds del College of Arms, cadascun d'ells portant una peça de l'armadura de la sobirana.

Als funerals d'estat els heralds de nou se situen al capdavant de la processó reial quan entren al lloc. Històricament durant la processó de funerals reials (normalment del sobirà) els heralds portaven una peça de l'armadura (l'elm amb la cimera, els esperons, el guantellet, l'escussó, l'espasa i un "escut d'armes" literal (una sobrevesta heràldica). Aquesta processó d'avalleria era una part integral del funeral reial heràldic. Un dels papers més solemnes pels heralds durant un funeral reial és la lectura de tots els estils i títols del difunt. El 9 d'abril del 2002, el Rei d'Armes de la Lligacama Peter Gwynn-Jones llegí tots els estils i els 437 títols de la Reina Elisabet, la Reina Mare al final del seu funeral a l'Abadia de Westminster.

### Garantir i provar la descendència de les armes

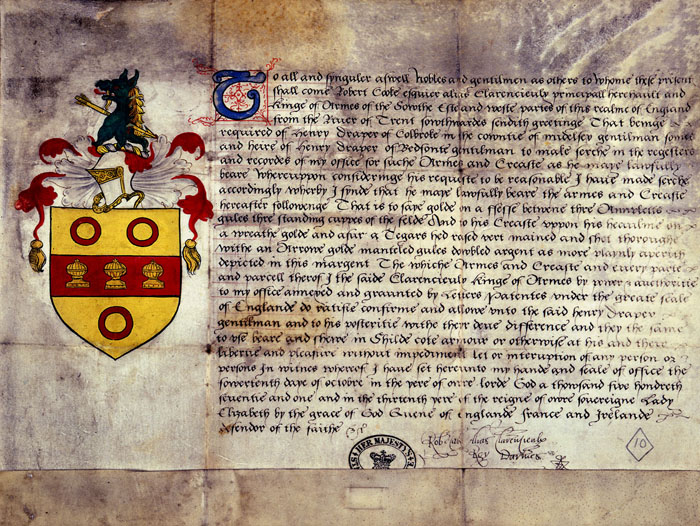
Una prova d'Armes per Henry Draper de Colnbrook, tal com la lliurà el Rei d'Armes Clarenceux, Robert Cooke el 1571. El document l'autoritzava a emprar les armes mostrades.

La concessió d'un escut d'armes al Regne Unit és prerrogativa del monarca britànic. Però aquest delegà aquest poder a dues autoritats: el Lord Lyon, amb jurisdicció sobre Escòcia, i el College of Arms sobre Anglaterra, Gal·les i Irlanda del Nord. Sota aquesta darrera jurisdicció, el dret a les armes és adquirit exclusivament o bé provant ser descendent mitjançant una línia masculina sense ruptura d'algú registrat o en ser autoritzat mitjançant una nova concessió del Rei d'Armes. Aquestes són les maneres més habituals per obtenir aquest dret, tot i que també les armes poden ser adquirides: per una concessió de la Corona, per prescripció, per successió en un càrrec o per matrimoni. La descendència d'armes segueix la Llei d'armes heràldiques, que és una branca del dret anglès, interpretat per advocats civils al Jutjat de Cavalleria. Sir Edward Coke, al seu Commentary upon Littleton (1628) va escriure que "l'alta burgesia i les armes és la naturalesa de gavelkinde, de la que descendeix a tots els fills.". Els escuts a Anglaterra, per tant, passen a tots els descendents mascles, i no només al més gran (a diferència del que succeeix a Escòcia).
Quan es concedeixen noves armes, se certifica mitjançant una carta patent. La Corona delega tota la seva autoritat en el Rei d'Armes, però abans que cap carta pugui ser lliurada ha de tenir l'autorització del Comte Mariscal donant el vistiplau a la concessió d'armes. Aquest ha estat el cas des de 1673, quan l'autoritat del Comte Mariscal va quedar establerta mitjançant una declaració reial constatant, entre altres coses, que no es donarien patents d'armes sense el seu consentiment. Així s'establia el sistema actual mitjançant el qual l'aprovació reial per aprovar candidats per concedir armes és exercida pel Comte Mariscal, i l'autoritat reial per donar les armes és exercida pels Reis d'Armes. Inicialment es realitza una petició, anomenada "memorial", dirigida al Comte Mariscal. Aquest memorial serà elaborat per un oficial d'armes pel peticionari, si es creu que aquesta petició serà acceptada. Actualment no hi ha criteri d'elegibilitat per a una concessió d'armes; i el Col·legi recomana que "les distincions o honors des de la Corona, comissions civils o militars, els títols universitaris, les qualificacions professionals, els serveis públics i de caritat, i l'eminència o bona posició a la vida local o nacional" seran presos en consideració.

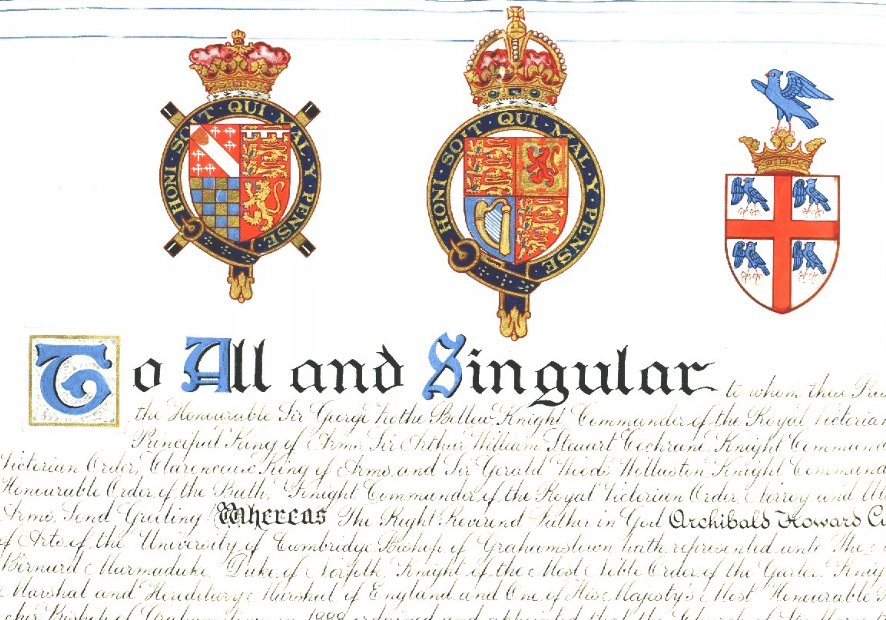
Secció d'una concessió d'armes moderna pel Rt. Rev Archibald Howard Cullen, bisbe de Grahamstown. La concessió va ser lliurada pel Rei d'Armes de la Lligacama Sir George Rothe Bellew a la dècada de 1940.

Al passat aquesta possibilitat d'elegibilitat ha estat font de grans conflictes entre els heralds, car aquests enviaments es feien sobre una base oficial pels clients, la qual cosa significava que certa "inadequació" s'ignorava en comptes de guanys per a oficials anteriors. La idoneïtat descansava en la frase "homes eminents", originàriament la prova aplicada era una de riquesa o estatus social, i qualsevol home que pogués lluir un escut d'armes s'esperava que fos un gentilhome. El 1530, els heralds aplicaven una qualificació de propietat, requerint als candidats per a una concessió d'armes que tinguessin una renta sobre la terra de £10 anuals, o una riquesa mobiliària de £300. Però aquest no va ser el cas quan, el 1616, Ralph Brooke, Herald de York, enganyà al Rei d'Armes de la Lligacama, William Segar, en la concessió d'un escut d'armes a Gregory Brandon, un vulgar botxí, per la suma de 22 xílings. Quan el rei s'assabentà els empresonà a tots dos a Marshalsea, sent alliberats uns dies després.
Les taxes per la concessió d'armes és deguda al fet que quan es presenta el memorial, la suma s'estableix a l'ordre del Comte Mariscal. Des de gener del 2011 les taxes per a una concessió personal d'armes, incloent-hi la cimera és de £4,400, una concessió per a una entitat sense ànim de lucre és de £12,375, per a una empresa comercial és de £18,350. Aquestes quantitats no inclouen la concessió d'un escut, un suport o un estendard, la seva inclusió en la concessió té càrrecs addicionals.
Un cop el Comte mariscal ha aprovat la petició emet la seva ordre al Rei d'Armes, i aquest permetrà prosseguir amb la concessió de les armes. És durant aquesta etapa que comença el disseny i la formació de les armes. Tot i que el Rei d'Armes té una discreció absoluta sobre la composició de les armes, té en absoluta consideració els desigs del demandant. Aquests inclouen al·lusions i referències a la vida i èxits del sol·licitant. El disseny de qualsevol escut d'armes nou ha de complir amb totes les normes de l'heràldica, a més de ser absolutament original i distint de totes les armes prèvies registrades als arxius del Col·legi. Un esbós preliminar serà aprovat i enviat al peticionari per a la seva aprovació.

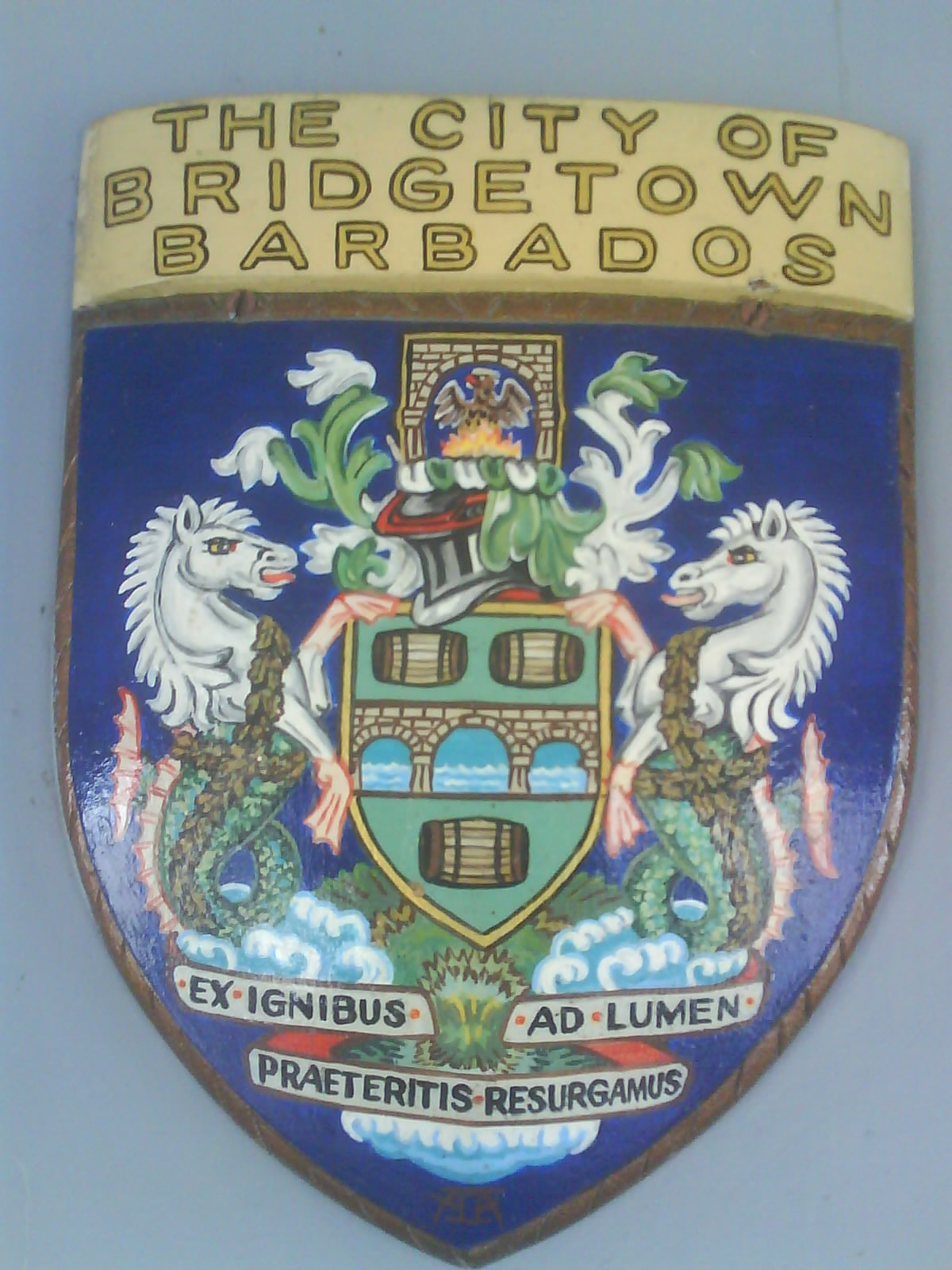
Escut d'armes de la ciutat de Bridgetown, capital i ciutat major de Barbados. Les armes van ser donades a la ciutat el 20 de setembre de 1960 pel College of Arms.

Tan bon punt la composició del blasonament és acordada per ambdues parts es procedeix a la creació de la concessió final. Aquesta pren la forma d'una carta patent il·luminada i decorada a mà. La carta és escrita i pintada sobre vitel·la per un artista i escrivà del Col·legi. Llavors, la carta és signada i segellada pel Rei d'Armes i és lliurada al peticionari, autoritzant l'ús de les armes blasonades com a propietat perpètua per a ell i els seus hereus. Sempre es realitza una còpia de la concessió pel registre propi del Col·legi.
Un cop lliurat, un escut d'armes esdevé propietat hereditària del propietari i els seus descendents. Però només pot transmetre's si l'hereu és un home i descendent legítim de qui va rebre les armes. Per establir el dret d'armes per descendència, hom ha de poder provar que un avantpassat tenia les seves armes registrades als arxius del Col·legi. Si hi ha possibilitat d'aquest tipus d'herència, hom ha de posar-se en contacte amb un oficial del Col·legi, que l'assessorarà sobre el curs d'acció i el cost d'aquesta recerca. La recerca d'un descendent d'armes requereix detalls de l'ascendència paterna, que inclou l'examen dels registres genealògics. El primer pas inclou una recerca del nom de la família als arxius del Col·legi, car els escuts d'armes i el nom de la família no té connexió, l'oficial podria provar, mitjançant aquest mètode, que no hi ha descendència. Però si es troba connexió mitjançant una recerca genealògica fora dels arxius del Col·legi, llavors es realitzaria per obtenir proves definitives de la descendència d'algú que té armes.

### Canvi de noms
El College of Arms està també autoritzat per registrar un canvi de nom. Al dret comú no hi ha obligació de sotmetre's a cap formalitat en particular a fi de canviar el nom. En canvi, és possible executar una escriptura de fet, més específicament una escriptura de canvi de nom, com a demostració d'intenció d'adoptar i emprar a partir d'aquell moment un nou nom, i aquesta escriptura ha de ser lliurada al Tribunal Superior o al Col·legi. En presentar-se l'escriptura, aquesta és publicada a la Gaseta de Londres. L'escriptura de fet no figura en el registre, però és publicada, si el canvi de no només afecta el nom propi.

### Canvi de nom i escut
També és possible canviar-se l'escut d'armes, adoptant o no o afegint un nou cognom, per Llicència Reial, que és una llicència en forma d'una ordre de la Corona dirigida als Reis d'Armes instruint-los a exemplificar les armes transferides o una versió d'aquestes al titular de la llicència en el seu nou nom. Les Llicències Reials són lliurades amb l'assessorament del Rei d'Armes de la Lligacama i normalment depenen de certes circumstàncies com una ordre judicial testamentària o un bon motiu per voler perpetuar un escut heràldic en particular. La Llicència Reial no té efecte fins que l'exemplificació és emesa i registrada al Col·legi. Les Llicències Reials són publicades a la Gaseta de Londres i obvien la necessitat d'una escriptura de fet.

### Registres genealògics

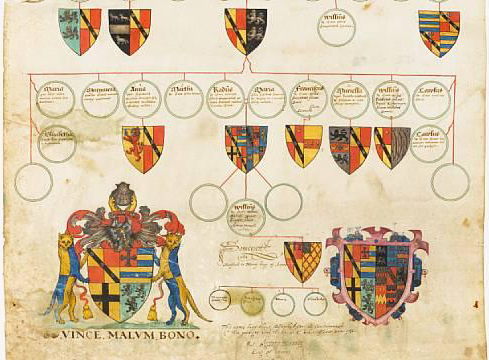
Un exemple d'un arbre genealògic elisabetià de la família de Northumberland, barons de Warkworth i Clavering. Escrit i il·luminat per l'herald de Somerset Robert Glover entre 1570 i 1588.

A causa de la naturalesa hereditària dels escuts heràldics el Col·legi també ha participat en la genealogia des del segle xv. El Col·legi regularment realitza investigacions genealògiques per individus amb famílies a les illes britàniques de totes les classes socials. Com que el Col·legi és també el dipòsit oficial de materials genealògics com diagrames de pedigrí i arbres genealògics. Els extensos registres del Col·legi dins d'aquest àmbit es remunten a més de 5 segles. Una persona pot, si així ho vol, tenir el seu pedigrí familiar als registres del Col·legi. Per fer-ho necessitaria els serveis d'un oficial del Col·legi que elaboraria l'arbre genealògic. L'oficial s'asseguraria que el pedigrí té el format correcte i també advertiria al client de les proves documentals necessàries per donar validesa a l'arbre. Després d'això, l'oficial presentaria el pedigrí al capítol de dos altres oficials, que l'examinarien per evitar errors o per demanar més recerca. Després del seu examen el pedigrí s'inscriuria al registre del Col·legi.

### Llistes dels Pars
L'Acta de la Cambra dels Lords de 1999 eliminà el dret automàtic dels Pars hereditaris a tenir un escó a la Cambra dels Lords. Abans que s'acceptés aquesta Acta, qualsevol que heretés un títol de la noblesa d'Anglaterra, d'Escòcia, d'Irlanda, de la Gran Bretanya i del Regne Unit, que provés la seva successió mitjançant un orde de compareixença al Parlament. Tots els pars que reberen aquestes citacions apareixen al "Registre de Lords Espirituals i Temporals", un document mantingut pel Secretari dels Parlaments. Com a resultat de l'Acta, el Registrador dels Lords Espiritual i Temporals només registra els noms dels pars de per vida i els 92 pars hereditaris que queden a la Cambra dels Lords. Això significa que el registre era incomplet, car exclou la majoria dels altres pars hereditaris, els quals no són membres de la Cambra dels Lords.
L'1 de juny del 2004 una Cèdula Reial estesa per la Reina Elisabet II afirmà que "és desitjable que es disposi d'un registre complet de tots aquells subjectes Nostres que són Pars", sent anomenat aquest nou registre "Llista dels Pars". L'orde va ser publicada a la Gaseta de Londres l'11 de juny del 2004; i donava la responsabilitat de mantenir la llista al Secretari d'Estat d'Afers Constitucionals; el 2007 aquesta responsabilitat va ser assumida per l'Oficial de la Corona al recentment creat Ministeri de Justícia. L'orde estipulava que el Secretari d'Estat actuaria d'acord amb el Rei d'Armes de la Lligacama i el Lord Lyon d'Armes. La llista seria publicada pel College of Arms i actualment existeix una edició on line.

## Comte mariscal
El Comte mariscal és un dels grans oficials de l'estat, i el seu càrrec existeix des del 1386. Molts dels que l'han ocupat eren parents entre si, però no va ser fins al 1672 en què el càrrec esdevingué hereditari. Aquell any, Henry Howard, 6è Duc de Norfolk, va ser nomenat pel càrrec pel rei Carles II, el 1677 va heretar el Ducat de Norfolk com a 6è Duc, combinant ambdós títols pels seus successors.
El títol s'origina amb el de mariscal, un dels oficials militars en cap del monarca anglès. Com a tal, es feia responsable de tots els afers relatius a la guerra i conjuntament amb el lord alt conestable exercien conjuntament com a jutges del Tribunal de Cavalleria. Després del declivi de la cavalleria medieval, el paper del comte mariscal passà a afectar tots els afers d'estat i cerimònies reials. Al segle xvi aquesta supervisió incloïa el College of Arms i els seus heralds. Així, el Comte mariscal esdevingué el cap del College of Arms; tots els afers importants relatius al seu govern, incloent-hi el nomenament dels nous heralds, ha de comptar amb la seva aprovació.
| Cap del College of Arms |                                                                   |                                                                               | |
| Escut                   | Títols i càrrecs                                                  | Nom (data de successió)                                                       | Notes |
| Duc de Norfolk          | Duc de Norfolk, Comte mariscal i mariscal hereditari d'Anglaterra | Edward William Fitzalan-Howard, D.L., 18è Duc de Norfolk (24 de juny de 2002) | Edward Fitzalan-Howard, el 18è Duc de Norfolk (nascut el 2 de desembre de 1956) assumí el càrrec de comte mariscal en morir el seu pare, Miles Stapleton-Fitzalan-Howard, 17è Duc de Norfolk el 2002. L'hereu al càrrec és el seu fill gran Henry Fitzalan-Howard, Comte d'Arundel (nascut el 3 de desembre de 1987). |

### Tribunal de Cavalleria
L'Alt Tribunal de Cavalleria o el Tribunal del Comte Mariscal és un tribunal civil especialitzat anglès, presidit pel comte mariscal. Les primeres referències a aquest tribunal daten de 1348. Té jurisdicció sobre totes les qüestions relatives a l'heràldica, legalitzant i donant suport a les decisions del College of Arms. El tribunal considera tots els casos relatius a les qüestions d'estatus, incloent-hi disputes sobre el rang social i sobre la llei heràldica, per exemple, les denúncies sobre les violacions en l'ús d'un escut d'armes. El Tribunal de Cavalleria es reuneix sota les premisses del Col·legi; però la darrera ocasió en què es trobà va ser el 1954, sent la primera vegada que es reuní en 230 anys.

## Heralds del Col·legi

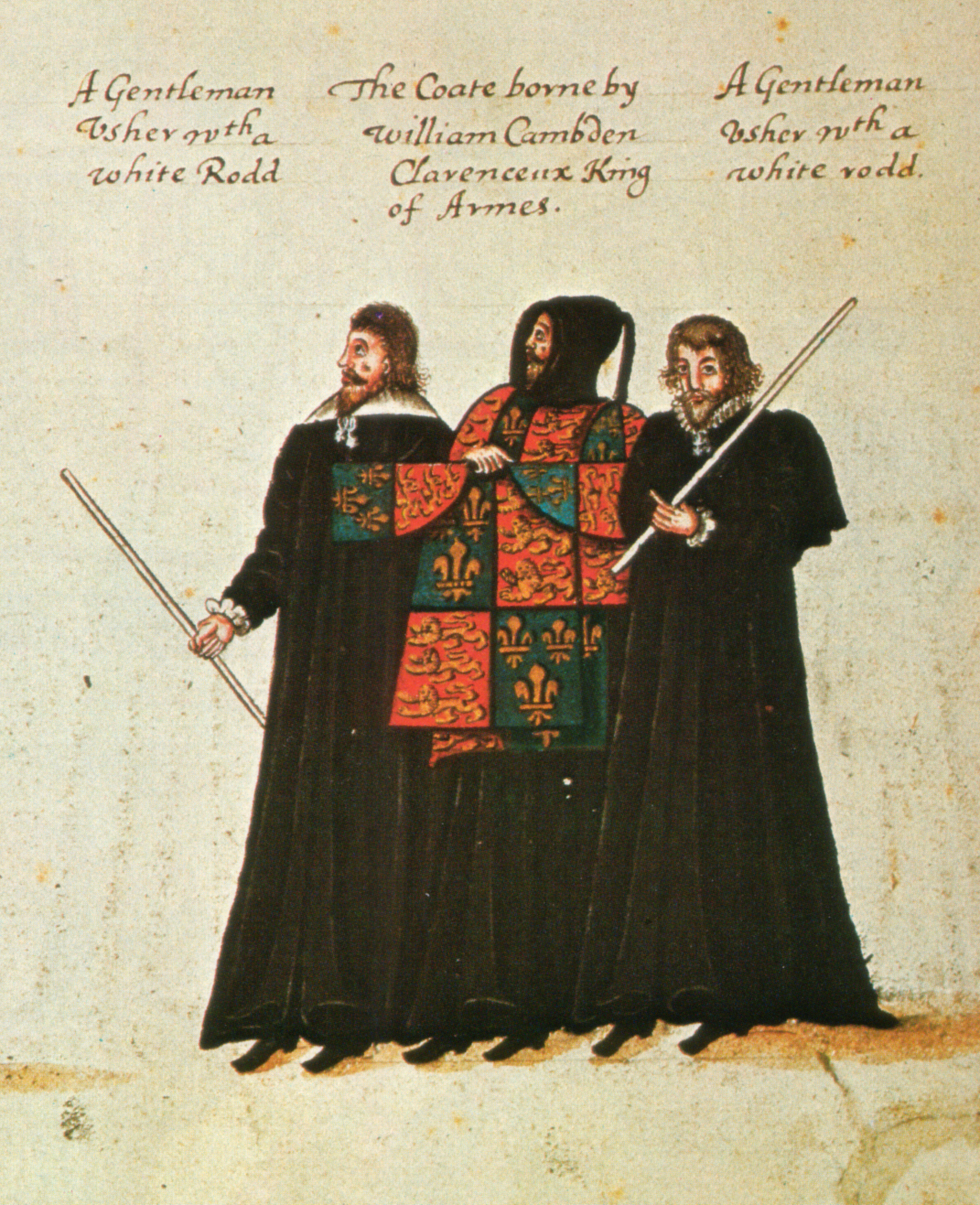
William Camden com Rei d'Armes Clarenceux a la processó fúnebre d'Elisabet I el 1603. Camden porta una "guerrera", possiblement un tabard reial o sobrevesta amb l'escut reial d'Anglaterra.

El College of Arms és una corporació de 13 heralds, anomenats Oficials d'Ordinari. Aquests 13 poden ser dividits jeràrquicament en 3 rangs distintius: tres Reis d'Armes, sis Heralds d'Armes i quatre Porsavants d'Armes. També existeixen 7 Oficials Extraordinaris, que participen en ocasions cerimonials però que no formen part del Col·legi. Com a membres de la cort reial, els heralds són nomenats a plaer pel Sobirà sota la recomanació del comte mariscal. Els Oficials d'Ordinari són nomenats mitjançant Cartes de Patent sota el Gran Segell del Reialme, i els Oficials Extraordinaris pel Signe Reial Manual; i tots els nomenaments són anunciats a la London Gazette.
Els Oficials d'Ordinari del Col·legi van ser instituïts en diferents dates (alguns d'ells abans de la mateixa incorporació del Col·legi), alguns van ser creats com a servents privats dels nobles, i alguns eren servents reials des de l'inici. Els Oficials Extraordinaris, en canvi, prenen els seus noms dels títols i condició del comte mariscal, i també van ser creats en moments diferents per a necessitats cerimonials.

### Estipendis
El Col·legi s'autofinança, i no rep cap subvenció pública regular. Els seus oficials tenen salaris oficials, que són pagats per la Corona. Aquests salaris van pujar durant el regnat de Jaume I, però van ser reduïts per Guillem IV. Aquests salaris anuals mostren el cost de la vida del moment; tot i que actualment només és un pagament nominal. A més dels seus deures oficials, els heralds han realitzat des de fa segles pràctiques privades en qüestió d'heràldica i genealogia, pels quals cobren els seus honoraris professionals.
| Oficials d'Ordinari         | 1618        | 1831       | Present |
| --------------------------- | ----------- | ---------- | ------- |
| Rei d'Armes de la Lligacama | £100        | £49 1s. 4d | £49.07  |
| Reis d'Armes Provincials    | £40         | £20 5s.    | £20.25  |
| Heralds                     | £26 13s. 4d | £17 16s.   | £17.80  |
| Porsavants                  | £20         | £13 19s.   | £13.95  |

### Uniformes

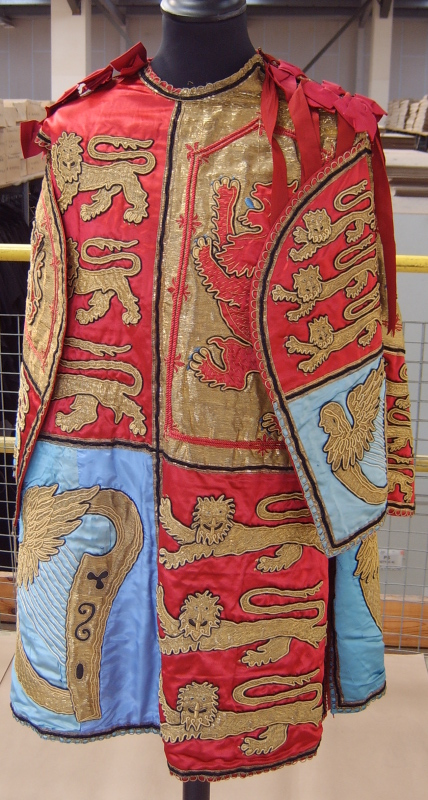
Un tabard actual de Porsavant d'Armes, fet de seda de Damasc.

L'estri més reconeixedor del vestuari dels heralds han estat sempre els seus tabards. Des del segle xiii apareixen registres d'aquesta penyora distintiva. Inicialment és possible que l'herald portés l'abric del seu amo, però fins i tot a l'inici això hauria tingut una significació especial, significant que era en efecte el representant del seu amo. Especialment quan el seu amo era un príncep sobirà, l'ús d'aquesta jaqueta donava a l'herald un estatus diplomàtic especial. John Anstis va escriure que: "L'ús de les robes exteriors del Príncep, que han estat estimades pel consens de les nacions, per ser una extraordinària instància de favor i honor, com al precedent del "Mordecai", sota un rei de Pèrsia." El darrer rei d'Anglaterra que va portar un tabard amb les seves armes possiblement va ser el rei Enric VII. Actualment el tabard dels heralds és una relíquia de la història, com la perruca dels jutges i (fins al segle xx), les polaines dels bisbes.

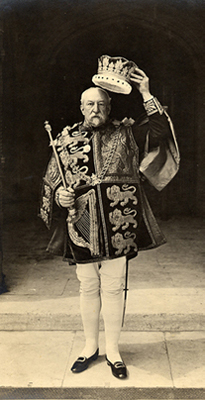
Sir William Henry Weldon, el Rei d'Armes Norroy entre 1894 i 1911, portant el tabard i posant-se la corona de Rei d'Armes a la coronació del rei Eduard VII al 1902.

Els tabards dels diferents oficials poden distingir-se pel tipus de teixit emprat per fer-los. Un tabard de Rei d'Armes és fet de vellut, el tabard d'un Herald és fet de setí, i el d'un Porsavant és de seda de Damasc. Els tabards de tots els heralds (ordinaris i extraordinaris) llueixen les armes del sobirà (les armes reials del Regne Unit), ricament brodats. En alguna ocasió el costum va ser dels porsavants portar els seus tabards amb les mànigues a la part del davant i del darrere, de fet, el 1576 un porsavant va ser multat per voler portar el seu tabard com si fos un herald. Però aquesta pràctica acabà sota el regnat de Jaume II. Fins al 1888 tots els tabards dels heralds eren lliurats per la Corona, però aquell any un Tresor molt parsimoniós rebutjà demanar al Parlament els fons necessaris. Des de llavors els heralds paguen els seus propis tabards o compren els emprats pels seus antecessors. El tabard més nou va ser fet el 1963 per l'Herald Extraordinari de Gal·les. El Lord Camarlenc en té de guardats, fent-se un "préstec durant l'ocupació del càrrec" a cada nou nomenament.
A més del tabard, els heralds també porten uniformes de cort en escarlata amb brodat d'or durant les ocasions formals. Els heralds també tenen dret a fer servir ceptres distintius, que han estat un símbol del seu ofici des de l'època Tudor. El 1906 es van fer ceptres nous, possiblement a iniciativa de Sir Alfred Scott-Gatty. Prenien la forma d'un bastó negre amb les puntes daurades, cadascun amb una representació dels diferents oficis dels heralds. El 1953 aquests van ser substituïts per vares blanques, amb mànecs de metall daurat i a la punta un colom blau amb una corona daurada o un martinet. Els martinets blaus deriven de les armes del Col·legi. Una altra insígnia dels heralds és el Collar d'Esses, que porten sobre l'uniforme.

Els tres Reis d'Armes també tenen dret a lluir una corona pròpia del seu rang, ja des del segle xiii. Malgrat això, no va ser fins molt de temps després quan es regulà el disseny específic d'aquestes corones. La corona de plata daurada està formada per 16 fulles d'acant alternant-se en alçada, amb un versicle del Salm 51 en llatí: Miserere mei Deus secundum Magnam misericordiam tuam (Compadeix-te de mi, Déu meu, tu que estimes tant). Sobre la corona hi ha una gorra de vellut carmesí, duplicat amb ermini, que té a la part superior un floc de serrells, gravat en or. A l'edat mitjana els Reis d'Armes havien de lluir les seves corones i assistir al Sobirà a les grans festes de l'any: Nadal, Pasqua de Resurrecció, Pentecosta i el dia de Tots Sants. Actualment la corona està reservada per a les ocasions més solemnes. La darrera ocasió en què es portaren va ser a la coronació de la Reina Elisabet II el 1953.

### Qualificacions

Representació heràldica de la corona del Rei d'Armes.

No existeixen qualificacions formals per a un herald, tot i que calen certs coneixements especialitzats i disciplina. La majoria dels actuals oficials són advocats i historiadors. El celebrat heraldista i escriptor Sir John Ferne va escriure a The Glory of Generositie el 1586 que un herald "hauria de ser un Cavaller i un home gran i no s'hauria d'admetre a pintors, estafadors, o a un mer ostentador d'Armes: per a l'ofici d'herald és requisit l'habilitat de diverses facultats i professions de literatura, així com el coneixement de les guerres." Diversos dels majors estudiosos i eminents historiadors de la seva època van ser membres del Col·legi, com Robert Glover, William Camden, Sir William Dugdale, Elias Ashmole, John Anstis, Sir Anthony Wagner i John Brooke-Little.
Fins i tot amb aquests exemples, s'han fet nomenaments que han generat controvèrsia durant la història del Col·legi. Per exemple, el 1704, l'arquitecte i dramaturg Sir John Vanbrugh va ser nomenat Rei d'Armes Clarenceux, tot i que en sabia ben poc sobre heràldica i genealogia, i era conegut per haver-les ridiculitzat. Malgrat això també va ser descrit com "possiblement l'home més distingit que mai hagi portat el tabard d'herald." El notable antiquari William Oldys, nomenat Rei d'Armes de Norroy el 1756, va ser descrit com "rarament sobri al vespre, mai després de sopar", i "molt addicte a les baixes companyies".

### Llista d'heralds

#### Oficials d'ordinari
| Reis d'Armes                                     |                                                  |                                                                                       | |
| Escut d'armes                                    | Ofici                                            | Nom (data de nomenament)                                                              | Notes |
| Rei d'Armes Principal de la Llligacama           | Rei d'Armes Principal de la Lligacama            | Thomas Woodcock, CVO, BA (Durham), LLB (Cambridge), DL, FSA. (1 d'abril de 2010)      | El Rei d'Armes superior (el seu títol fa referència a l'orde de la Lligacama). El càrrec va ser instituït el 1415 pel rei Enric V. |
| Rei d'Armes Clarenceux                           | Rei d'Armes Clarenceux                           | Patric Laurence Dickinson, LVO, MA (Oxford) (1 de setembre de 2010)                   | La "província" del qual és la part d'Anglaterra al sud del riu Trent. Clarenceaux és el principal Rei d'Armes provincial. El càrrec va ser creat vers el 1334. |
| Rei d'Armes Norroy i Ulster                      | Rei d'Armes Norroy i Ulster                      | Sir Henry Edgar Paston-Bedingfeld, Bt., 10è Baronet (20 de setembre de 2010)          | La "província" del qual és la part d'Anglaterra al nord del riu Trent i Irlanda del Nord (l'Ulster). El càrrec va crear-se el 1943, quan es combinaren els càrrecs de Rei d'Armes de Norroy i el de Rei d'Armes de l'Ulster. Independentment, el càrrec de Norroy va ser creat als voltants del 1276, sent probablement l'herald més antic. Pel seu costat, Ulster va ser creat el 1552 sota Eduard VI. |
| Heralds d'Armes d'Ordinari                       |                                                  |                                                                                       | |
| Escut d'armes                                    | Ofici                                            | Nom (data de nomenament)                                                              | Notes |
| Herald d'Armes d'Ordinari de Chester             | Herald d'Armes d'Ordinari de Chester             | Timothy Hugh Stewart Duke, M.A. (Cambridge) (7 d'agost de 1995)                       | Els heralds d'armes, els títols dels quals són referències a llocs o a títols de noblesa històricament associats amb el monarca. El càrrec va ser creat cap al 1396 pel rei Eduard III; i el primer a tenir un herald va ser Eduard, el Príncep Negre, que també era comte de Chester. |
| Herald d'Armes d'Ordinari de Lancaster           | Herald d'Armes d'Ordinari de Lancaster           | Robert John Baptist Noel, M.A. (Oxford), M.Phil. (Cambridge) (21 de setembre de 1999) | En un origen servidor dels Comtes i Ducs de Lancaster, aparegué per primera vegada el 1347, fent una proclama al Setge de Calais. |
| Herald d'Armes d'Ordinari de Windsor             | Herald d'Armes d'Ordinari de Windsor             | William George Hunt, T.D., B.A. (Southampton), F.C.A. (22 de setembre de 1999)        | S'ha suggerit que el càrrec va ser instituït específicament per l'orde de la Lligacama el 1348, o que precedeix l'orde i ja es feia servir el 1338. |
| Herald d'Armes d'Ordinari de Somerset            | Herald d'Armes d'Ordinari de Somerset            | David Vines White, M.A. (Cambridge), M.A. (Londres) (17 de setembre de 2004)          | L'any 1448, l'herald de Somerset és conegut per haver servit el Duc de Somerset. |
| Herald d'Armes d'Ordinari de Richmond            | Herald d'Armes d'Ordinari de Richmond            | Clive Edwin Alexander Cheesman, M.A. (Oxford), PhD (San Marino) (7 d'abril de 2010)   | Entre 1421 i 1485 Richmond era herald de John, Duc de Bedford, George, Duc de Clarence, i Henry, Comte de Richmond, els quals ostentaven l'Honor de Richmond. |
| Herald d'Armes d'Ordinari de York                | Herald d'Armes d'Ordinari de York                | Michael Peter Desmond O'Donoghue, M.A. (Cambridge) (31 de maig de 2012)               | El primer herald de York es creu que va ser un oficial d'Edmund de Langley, Duc de York, cap a l'any 1385. Esdevingué un herald reial el 1484. |
| Porsavants d'Armes d'Ordinari                    |                                                  |                                                                                       | |
| Escut d'Armes                                    | Ofici                                            | Nom (data de nomenament)                                                              | Notes |
| Persevant d'Armes d'Ordinari del Rastell         | Porsavant d'Armes d'Ordinari del Rastell         | L'Honorable Christopher John Fletcher-Vane, M.A. (Cambridge) (31 de maig de 2012)     | Rep el nom a partir del "Rastell encadenat d'Or" de l'escut dels Beauforts, que va ser una insígnia favorita del rei Enric VI. Va ser instituït cap al 1490. |
| Persevant d'Armes d'Ordinari de la Creu Vermella | Porsavant d'Armes d'Ordinari de la Creu Vermella | John Michael Allen-Petrie, MSc (LSE) (26 de juliol de 2013)                           | Nomenat a partir de la creu de Sant Jordi, que ha estat un símbol d'Anglaterra des dels temps de les Croades, instituït cap al 1418. |
| Persevant d'Armes d'Ordinari del Drac Vermell    | Porsavant d'Armes d'Ordinari del Drac Vermell    | Vacant Des de 2010                                                                    | Instituït per Enric VII el 29 d'octubre de 1485. Rep el nom a partir del drac vermell de Gal·les. |
| Persevant d'Armes d'Ordinari del Mantell Blau    | Porsavant d'Armes d'Ordinari del Mantell Blau    | Vacant Des de 2012                                                                    | Es creu que va ser creat pel rei Enric V per servir l'orde de la Lligacama al votant de 1448. |

#### Oficials Extraordinaris
| Oficials d'Armes Extraordinaris              |                                             |                                                                                     | |
| Escut d'Armes                                | Ofici                                       | Nom (data de nomenament)                                                            | Notes |
| Herald d'Armes Extraordinari d'Arundel       | Herald d'Armes Extraordinari d'Arundel      | Alan Roger Dickins, MA (Cambridge) (7 d'octubre de 1998)                            | Tot i que és un herald reial, Arundel no és membre del Col·legi d'Armes, i originàriament era un herald privat de Thomas Fitzalan, comte d'Arundel, originàriament instituït cap al 1413. El càrrec és reprengué el 1727.                                                                             |
| Herald d'Armes Extraordinari de Beaumont     | Herald d'Armes Extraordinari de Beaumont    | Vacant Des de 2009                                                                  | Creat el 1982, rep el nom per la baronia de Beaumont, un dels títols subsidiaris del comte mariscal, el Duc de Norfolk. |
| Herald d'Armes Extraordinari de Maltravers   | Herald d'Armes Extraordinari de Maltravers  | John Martin Robinson, MA (St. Andrews), D.Phil. (Oxford), FSA (25 de gener de 1989) | Reviscut el 1887 pel comte mariscal, que a més de Duc de Norfolk era Baró Maltravers, originàriament instituït cap al 1540. |
| Herald d'Armes Extraordinari de Norfolk      | Herald d'Armes Extraordinari de Norfolk     | David Rankin-Hunt, MVO, MBE, TD (25 d'octubre de 1994)                              | Aquest oficial començà el 1539 com a herald dels ducs de Norfolk, tot i que el primer ocupant, John James, rebia un salari del rei Enric VIII. |
| Herald d'Armes Extraordinari de Surrey       | Herald d'Armes Extraordinari de Surrey      | Vacant Des de 1980                                                                  | Creat el 1856 en referència al comtat de Surrey, que havia estat ocupat pels Howards i alguns dels seus avantpassats des del segle xiv. |
| Herald d'Armes Extraordinari de Gal·les      | Herald d'Armes Extraordinari de Gal·les     | Thomas Owen Saunders Lloyd, OBE, DL, MA (Cambridge), FSA (2 d'agost de 2010)        | Hi havia un Herald de Gal·les cap al 1393, però el càrrec no va durar gaire temps. Va restablir-se el 1963 com a oficial d'armes extraordinari. |
| Persevant d'Armes Extraordinari de Fitzalan  | Porsavant d'Armes Extraordinari de Fitzalan | Alastair Andrew Bernard Reibey Bruce of Crionaich, OBE. (7 d'octubre de 1998)       | Igual que altres oficials extraordinaris, aquest rep el seu nom a partir d'una de les baronies del duc de Norfolk; i el nomenament es feu per primera vegada per la coronació de la Reina Victòria el 1837.                                                                                           |
| Persevant d'Armes Extraordinari de Howard    | Porsavant d'Armes Extraordinari de Howard   | Vacant Des de 1998                                                                  | Creat el 1992, pren el nom de la baronia de Howard de Glossop, creada el 1869, que el 17è duc heretà del seu pare el 3r baró el 1972. |
| Oficial d'armes extraordinari especial       |                                             |                                                                                     | |
| Herald d'Armes Extraordinari de Nova Zelanda | Herald Extraordinari de Nova Zelanda        | Phillip Patrick O’Shea, CNZM LVO (6 de febrer de 1978)                              | Creat el 1978, és un cas especial que, si bé no és un membre del Col·legi, ostenta un nomenament permanent creat per supervisar l'heràldica a Nova Zelanda. Treballa conjuntament amb el Col·legi per atorgar noves armes a particulars i empreses en aquell país, on ell mateix resideix i treballa. |